# BM-21 Grad
Pour les articles homonymes, voir BM21.
 (août 2017).
Si vous disposez d'ouvrages ou d'articles de référence ou si vous connaissez des sites web de qualité traitant du thème abordé ici, merci de compléter l'article en donnant les références utiles à sa vérifiabilité et en les liant à la section « Notes et références ».
Le BM-21 Grad (russe : БМ-21 « Град ») est un lance-roquettes multiple soviétique de calibre 122 millimètres développé dans les années 1960. BM signifie Boïévaïa machina, « véhicule de combat », et le surnom Grad signifie « grêle ». En Occident, le système était initialement connu sous le nom M1964. Plusieurs navires emportent également des paniers de roquettes BM-21.
Largement exporté à travers le monde, ce système d'armes a participé à de très nombreux conflits. C'est probablement un des systèmes d'artillerie les plus répandus au monde (toutes versions). Pratiquement tous les pays de l'ancien bloc de l'Est utilisent encore des BM-21 (ou variantes) dans leurs armées et de nombreux pays sur tous les continents ont voulu créer leur propre version.

## Description
La version de base du Grad utilise un châssis de Oural-375D 6x6 mais il peut être installé sur quasiment tous types de camions. La partie principale du Grad est son panier à roquettes situé à l'arrière du camion qui se compose de 4 rangées de 10 tubes lance-roquettes.
Selon les munitions et les versions, la portée de ces roquettes d'un calibre de 122 mm est de 5 à 45 km mais la moyenne se situe plutôt dans les 20 km. Plusieurs types d'ogives peuvent être installés sur les roquettes comme des ogives à fragmentation, explosives, incendiaires, antichars, à sous munitions ou fumigènes. Sur la version de base l’élévation du panier à roquettes était faite grâce à une manivelle installée sur celui-ci, mais sur les versions plus récentes l'élévation se fait de manière mécanique et sur la dernière version comme le Tornado-G, l'opérateur a juste à pointer sa cible sur une carte électronique pour que le panier s'oriente automatiquement vers la cible réduisant considérablement le temps pour la mise à feu du système. Il faut 3 minutes pour préparer le lanceur au tir. Les roquettes peuvent être lancées directement depuis la cabine ou à distance depuis le véhicule grâce à un fil de 64 m. Il est possible de lancer des roquettes sans préparer la position de tir. Cette fonctionnalité garantit un temps de réaction bref. Il faut 2 minutes pour préparer le lanceur Grad à quitter sa position de tir. Un bref temps de redéploiement permet d'éviter les tirs de contre-batterie.

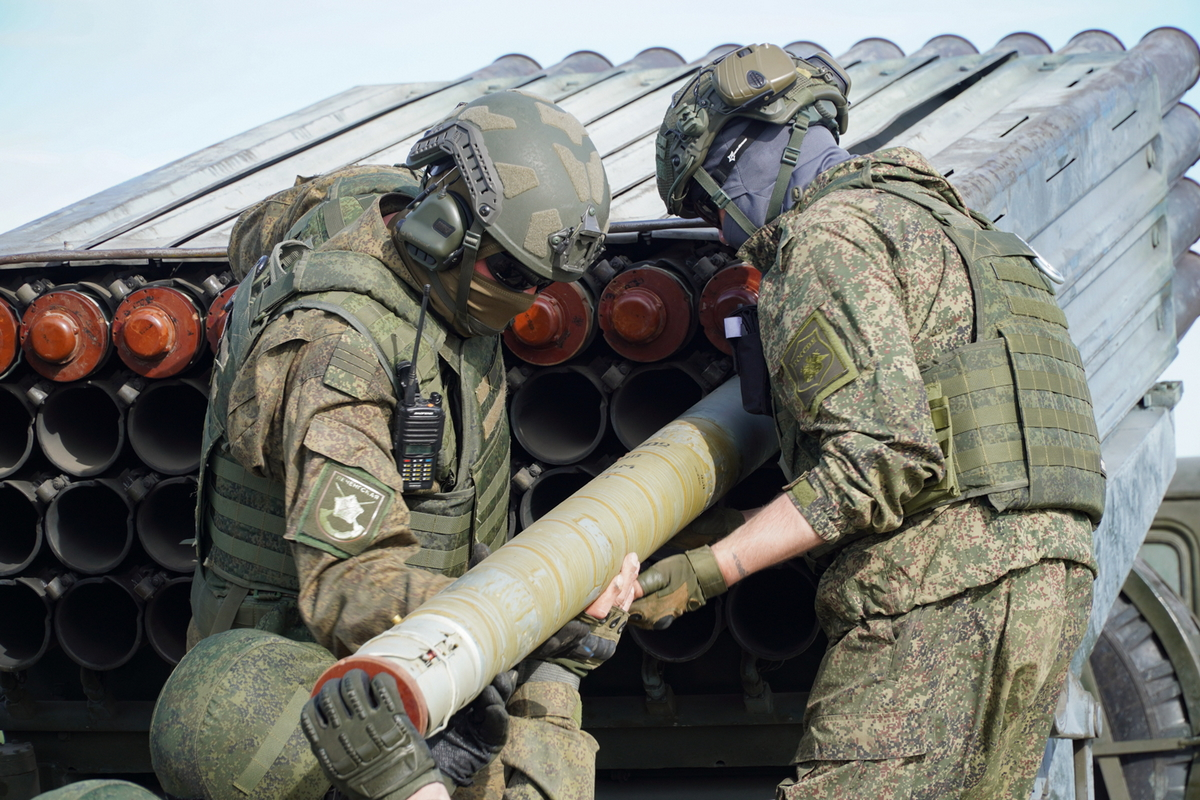
Rechargement du Grad

Les roquettes sont chargées par l'arrière du véhicule, les opérateurs ont juste à entrer les roquettes dans les tubes ; généralement un autre camion accompagne le Grad afin de transporter les munitions. Pour fonctionner à pleine capacité le BM-21 a besoin d'un équipage de 4 à 6 personnes dont 2 personnes pour opérer le camion de rechargement et recharger le véhicule. Le rechargement manuel du Grad prend entre 5 et 10 minutes mais certains véhicules de rechargement peuvent être équipés d'une grue ce qui réduit le temps nécessaire.
Le Grad est parfait pour saturer très rapidement une zone ; une seule salve d'un BM-21 peut couvrir entre 0,8 et 1 hectare de terrain. Le véhicule peut tirer les roquettes individuellement ou en salve de 40. Si plusieurs véhicules avec assez de munitions sont présents ils peuvent délivrer une puissance de feu importante sur une zone très étendue. Ceci en fait l'outil parfait pour attaquer des fortes concentrations d'infanterie ou de véhicules. Il est également très efficace pour attaquer des zones stratégiques comme un aéroport ou une ville.
Ce LRM peut aussi causer d'innombrables victimes civiles, du fait de sa relative imprécision.

## Historique
Le BM-21 entre en service dans l'armée soviétique en 1963 afin de remplacer les BM-14 devenus obsolètes.
Le BM-27 Uragan, puis le BM-30 Smerch, apparus en 1983 et le 9A52-4 Tornade, entré en service en 2011, remplacent progressivement les anciens BM-21 des forces armées de la fédération de Russie.

### Engagements
- Conflit frontalier sino-soviétique de 1969 (premier emploi dans un conflit)
- Guerre du Viêt Nam (1964-1975)
- Guerre civile angolaise (1975-2002)
- Guerre civile libanaise (1975-1990)
- Guerre du Sahara occidental (1975-1991)
- Guerre sino-vietnamienne (1979)
- Guerre d'Afghanistan (1979-1989)
- Guerre Iran-Irak (1980-1988)
- Guerre civile algérienne (1991-2002)
- Première guerre de Tchétchénie (1994-1996)
- Guerre du Cenepa (1995)
- Guerre civile Congo Brazzaville (1997)
- Seconde guerre de Tchétchénie (1999-2000)
- Conflit israélo-palestinien (utilisation par le Hamas à partir de 2006)
- Guerre d'Ossétie du Sud de 2008
- Guerre civile libyenne (2011)
- Guerre civile syrienne (2011-)
- Guerre du Mali (2012-)
- Guerre du Donbass (2014-)
- Conflit de 2020 au Haut-Karabagh (2020)
- Invasion de l'Ukraine par la Russie en 2022[5] (2022-)

## Variantes
Plusieurs autres pays l'ont copié ou ont développé des systèmes similaires, c'est le cas notamment de :

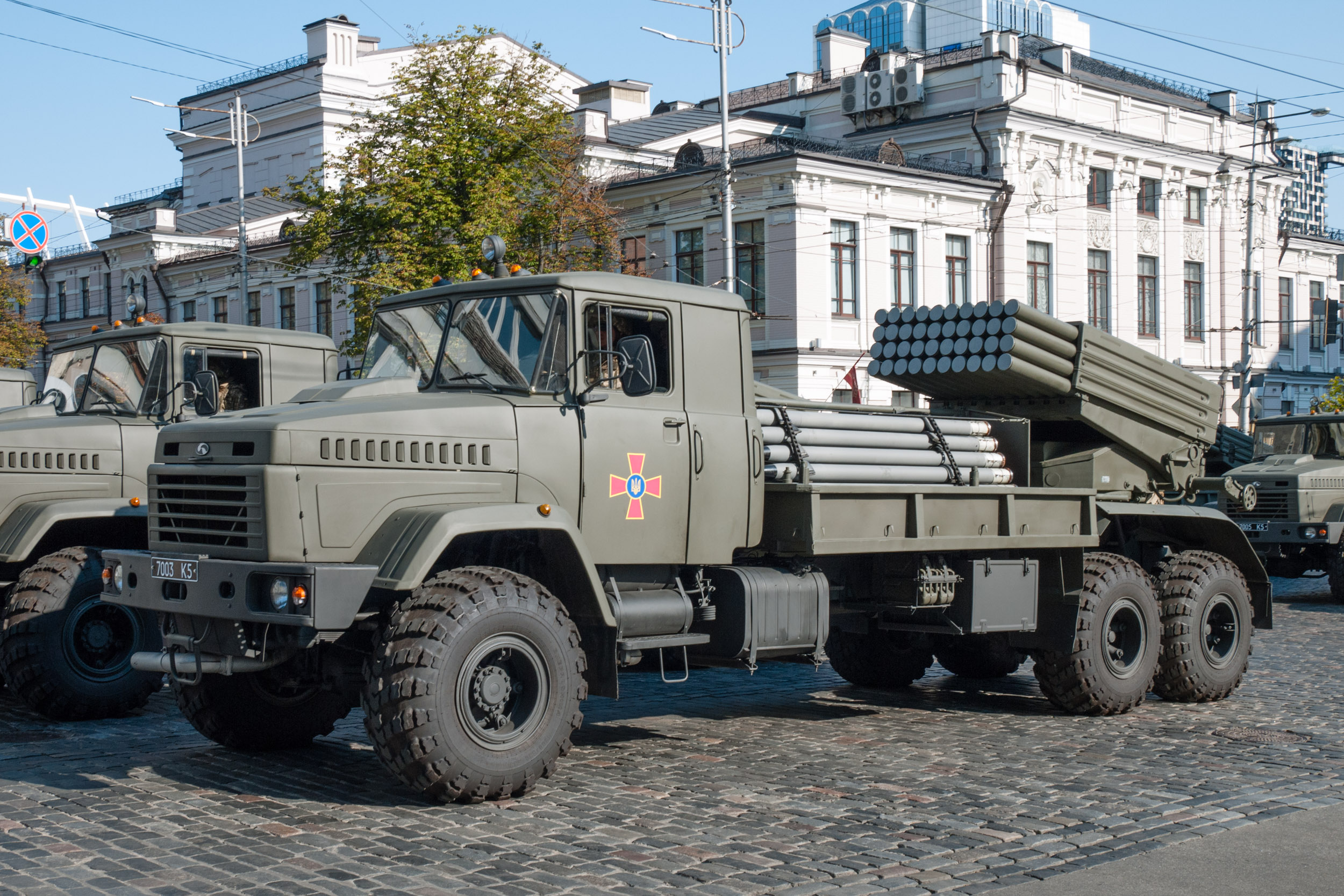
Sur châssis KrAZ-6322 pour l'Ukraine.

- Afrique du Sud (valkyrie) - Mise en service opérationnel en 1982. Équipé de 26 tubes lanceurs de 127 mm. Monté sur un châssis de SAMIL 20 (en) 4 × 4. Très léger et petit, le Valkyrie a été développé pour se fondre dans le décor : en y installant une simple toile, le véhicule peut se camoufler en camion de transport classique[6],[7].
- Afrique du Sud (Bateleur) - Mise en service opérationnel en 1989. Équipé de 40 tubes lanceurs de calibre 127 mm. Monté sur un châssis de SAMIL 100 (en) 6 X6. C'est une version améliorée et plus lourde du Valkyrie. Elle dispose d'une cabine légèrement blindée ainsi que d'une coque en V pour se protéger des mines et engins explosifs improvisés[8].
- Argentine (Pampero) - Version un peu rustique d'un BM-21, très légère et équipée de 16 tubes lanceurs de calibre 105 mm. Généralement monté sur un châssis de Mercedes-Benz Unimog 416 4 × 4 même s'il peut facilement être adapté à d'autres véhicules. Utilisé uniquement au sein des Forces armées argentines et en très petite quantité[9],[10].
- Biélorussie (BM-21A « BelGrad ») - Très peu de différences avec le BM-21 d'origine, il est monté sur un châssis de MAZ-6317 6 × 6. Sa principale différence est que le « BelGrad » peut emporter un jeu de rechargement de roquettes directement derrière la cabine, ce qui lui permet de disposer d'une puissance de feu supérieure et facilite la logistique mais le rend plus vulnérable. Introduit dans l'armée biélorusse en 2001, il est également capable d'utiliser un grand nombre de munitions différentes.
- Chine (Type 81 - PHZ-89) - Copie du BM-21 Grad, entrée en service à partir de 1982, développée par l'entreprise Norinco et montée sur un châssis de Shaanxi SX250 (de).
- Chine (SR-4) - Version améliorée du « Type 81 » sortie en 2012, elle dispose de deux paniers de 20 tubes lanceurs chacun et est montée sur un châssis de Shaanxi SX2190KA 8 × 8.
- Corée du Nord (BM-11)

- Géorgie (ZCRS-122 Magaria) - A été révélé au public en 2012. Dispose de 40 tubes, d’un système GPS amélioré, d'une portée supérieure ainsi que d'une cabine légèrement blindée. Très similaire aux variantes ukrainiennes, le « Magaria » est monté sur un châssis de KrAZ-6322 et serait également équipé d'un moteur russe YMZ-238D[11].
- Iran (Fadjr 3) - Dérivé du M1985 nord-coréen. Mise en production à partir de 1990. Équipé de 12 tubes lanceurs de calibre 240 mm et monté sur un châssis de Mercedes-Benz SK 2624 6 × 6 ou 2631 6 × 6.
- Ouzbékistan (BM-21MK "Buron") - Version modernisée par le Comité d'Etat pour l'industrie de la défense, en remplaçant le châssis d'Ural-375 par un KamAZ-43118[12].
- Pakistan (KRL 122)
- Pologne (WR-40 « Langusta ») - Wyrzutnia Rakietowa; mise en service opérationnel en 2007. Version améliorée avec des systèmes de navigation et de visée plus modernes. Le « Langusta » conserve les 40 tubes lanceurs mais la cabine est devenue légèrement blindée et il est monté sur un châssis de Jelcz 662 (pl) 6 × 6.
- Roumanie (APR-40) - Mise en service opérationnel en 1985. Amélioration des différentes fonctionnalités du véhicule, montée sur un châssis de DAC-665T et développée par l'entreprise Aerostar – Brasov. Elle s'est vendue dans plusieurs pays à l'export notamment en Irak[13],[14].
- Serbie (LRSVM Morava) - Mise en service opérationnel en 2015. MLRS modulaire avec possibilité d'utiliser tous les modèles de roquettes Grad de calibre 122 mm, à la fois avec les roquettes M-77 Oganj et M-63 Plamen calibre 128 mm[15].
- Serbie (LRSVM Tamnava) - Révélé au public en 2020, monté sur un châssis de KamAZ 6560 8 × 8. Dispose de 2 paniers à roquettes, soit de calibre 122 mm (24 roquettes par panier) ou de 262 mm (6 roquettes par panier). La cabine est légèrement blindée et peut emporter un fusil-mitrailleur sur le toit de la cabine.
- Tchécoslovaquie (RM-70) - Raketomet vz.70, la production de ce modèle a commencé en 1970. Contrairement au BM-21 soviétique, la cabine du RM-70 est légèrement blindée pour résister aux tirs d'armes légères et aux éclats d'obus, un fusil-mitrailleur de calibre 7,62 mm peut être installé sur le toit et un jeu de roquettes est installé derrière la cabine pour avoir une recharge directement à disposition. Le véhicule utilise un châssis de Tatra 813 8x8.
- Tchéquie (BM-21MT) - Version plus légère du RM-70, montée sur un  châssis de Tatra 815-7 4x4, elle dispose de 40 tubes lanceurs de calibre 122 mm et a été révélée au public en 2016. Contrairement au RM-70, elle ne possède pas de jeu de rechargement à l'arrière de la cabine et elle n'est pas blindée, toutefois le véhicule a été pensé pour que des prêts-à-monter de blindage puissent être installés n'importe où sur le camion[16].
- Turquie (T-122 Sakarya) - Mise en service opérationnel en 1997 et développé par MKEK, équipé de 2 x 20 tubes lanceurs de calibre 122 mm ainsi que d'un fusil-mitrailleur de calibre 7.62 mm ou 12.7 mm sur le toit de la cabine selon les versions. Monté sur un châssis de MAN 26.281, il peut également être monté sur un châssis de la marque turque BMC. Il dispose de meilleurs systèmes de visée et de navigation, il est généralement accompagné d'un camion ravitailleur équipé d'une grue hydraulique afin de faciliter le rechargement.
- Thaïlande (DTI-2)[17],[18](châssis de Type-85 AFV)
- Ukraine (BM-21K Grad ") - Très peu de différences avec le BM-21 d'origine à part que le panier de 40 roquettes est monté sur un KrAZ-260 6x6. Le 1er prototype a été livré en 2009[19].
- Ukraine (BM-21U Grad) - Amélioration du BM-21K, montée sur un châssis du KrAZ-6322 6x6. La plus grosse amélioration est au niveau du GPS qui sert à la navigation ainsi qu'au ciblage des cibles.
- Ukraine (BM-21UM "Berest") - Version la plus moderne des BM-21 ukrainiens, présentée au public en 2018. Mais, à ce jour nous ne savons pas combien l'armée ukrainienne en aurait commandé. Le Berest a un système GPS plus performant que ses prédécesseurs et dispose de 50 tubes à roquettes. Il est monté sur un châssis de KrAZ-5401NE 4x4. Il a été créé pour tenter de réduire la dépendance du pays à la Russie en termes de systèmes de défense mais le Berest utiliserait un moteur YMZ-238D du fabricant russe GAZ[20],[21].
- Vietnam (BM-21M-1) - Version améliorée révélée en 2015. Système de contrôle de tir et nouvelles techniques de calcul des indicateurs balistiques. L'équipage passe de 5 à 4 servants, la préparation au tir se fait en 1,30 minutes contre environ 14 minutes pour son prédécesseur[22].
- Yougoslavie (M-77 Oganj) - Mise en service opérationnel en 1975. Monté sur un châssis d'un camion 6x6 du fabricant FAP. Il possède 36 tubes et une bâche peut être installée sur les paniers à roquettes pour le faire ressembler à n'importe quel camion civil[23].

### Variantes russes
- BM-21V Grad-V : Version pour les troupes aéroportées. Il peut être parachuté depuis un An-12 ou héliporté par un Mi-6 ou Mi-10. Le nombre de tubes est passé de 40 à 12 pour réduire significativement sa masse. Mise en service opérationnel en 1967, il est monté sur un châssis de Gaz-66B qui est un camion de transport à quatre roues contrairement à sa version standard à six roues[24].
- BM-21 Grad-1 : Version plus légère que le BM-21 à destination des unités mécanisées. Composée de 36 tubes lanceurs. Mise en service opérationnel en 1976, il est monté sur un châssis du ZiL-131 6x6[25].
- Prima : Version améliorée du BM-21, son nombre de tubes passe de 40 à 50. Contrairement à ses prédécesseurs, il est capable de tirer pratiquement tous les types de munition de ce calibre y compris des roquettes capables de déployer un parachute lors de leur vol. Mise en service opérationnel en 1988, il est monté sur un châssis de Ural-4320 6x6[26].
- BM-21 Grad-K : Version modernisée du BM-21. Son nombre de tubes reste de 40 roquettes, ses systèmes de visée et de localisation sont largement améliorés. Compatible avec toutes les roquettes de calibre 122 mm, l'équipage peut tirer ses munitions sans sortir de la cabine ou au contraire les déclencher à distance. Mise en service opérationnel en 2011-2012, il est monté sur un châssis de Ural-375D 6x6[27].
- BM-21 PD "Damba" : Version de défense côtière, entre en service au début des années 1980. La principale différence vient des roquettes, celles-ci ont été construites pour pénétrer l'eau jusqu’à 200 m de profondeur pour atteindre des petits sous marins ou des nageurs de combat. La roquette PRS-60 est équipée d'un système pour éviter les ricochets sur l'eau[28],[29].
- A-215 Grad-M : Version embarquée sur des navires militaires tels les navires de débarquement de la classe Ropucha en service depuis 1978[30].

#### Tornado-G
- Tornado-G : Version largement améliorée du BM-21, elle dispose d'un système de contrôle de tir plus avancé avec navigation par satellite russe et un ordinateur pour le calcul des indicateurs balistiques, qui permet de viser automatiquement les coordonnées de la cible. Elle est entrée en service au sein de l'armée russe en 2012[31]. De nouvelles munitions lui permettent d'atteindre des cibles à environ 40 km contre 20-30 km pour ces prédécesseurs.

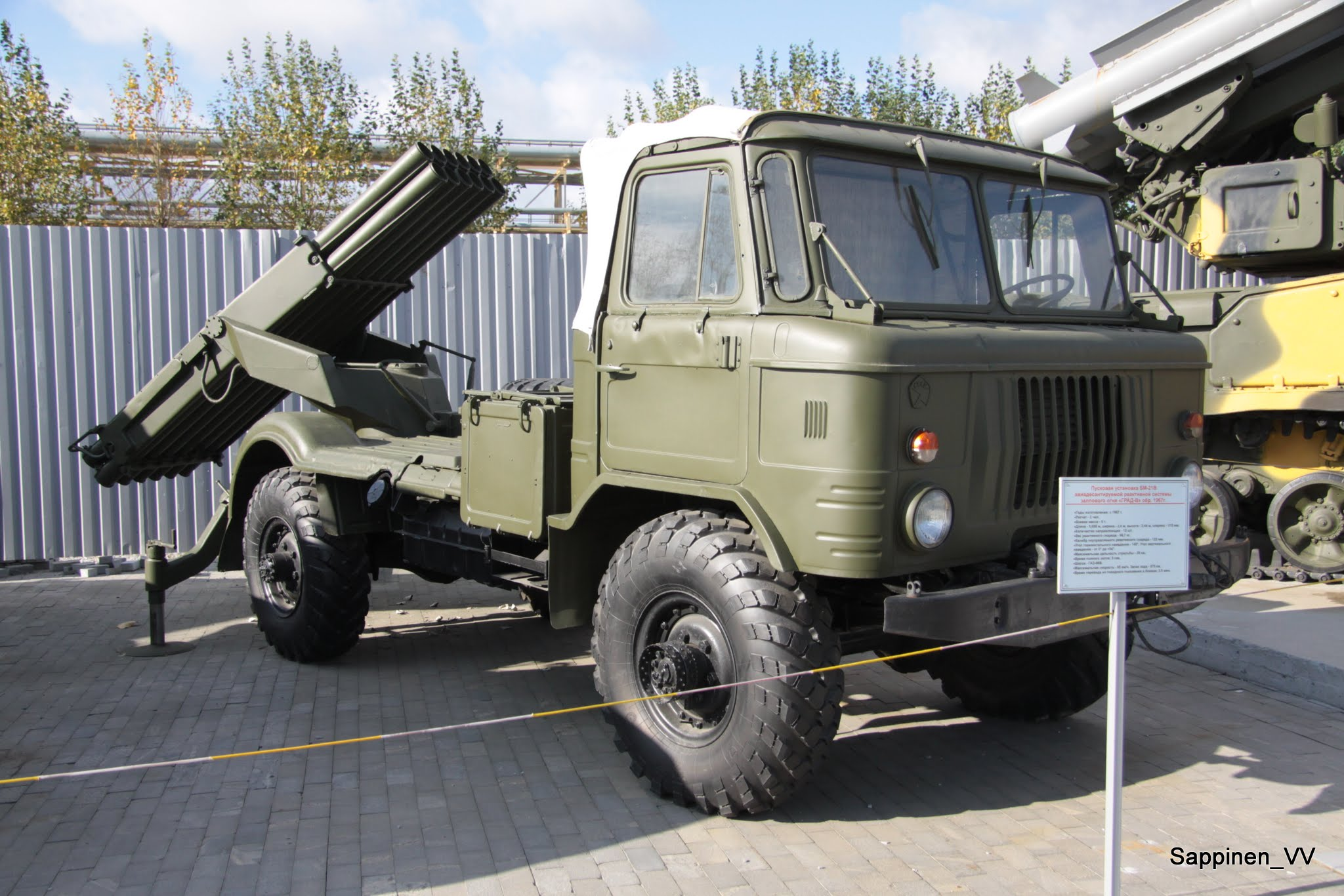
BM-21 Grad-V (Russie)
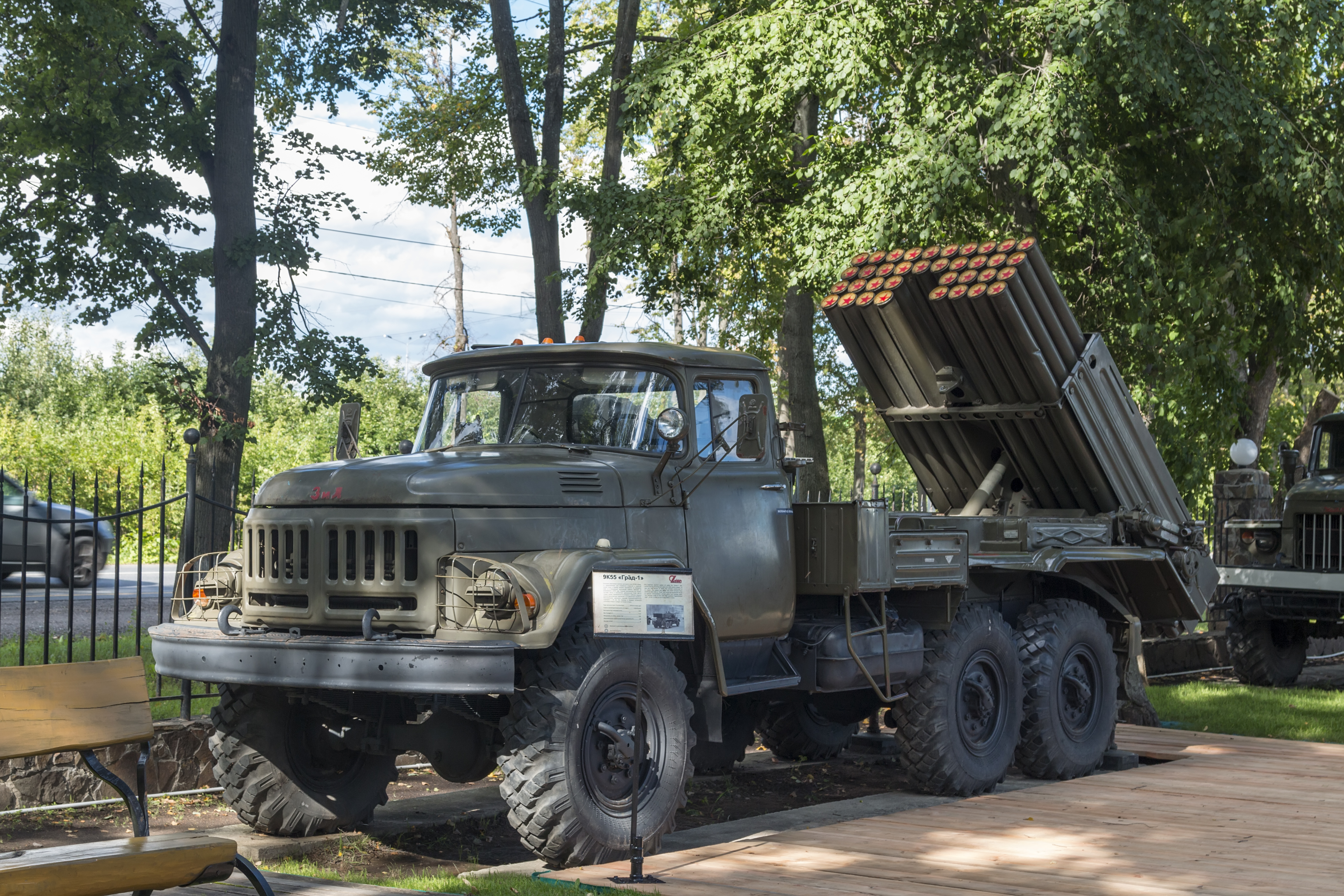
BM-21 Grad-1 (Russie)
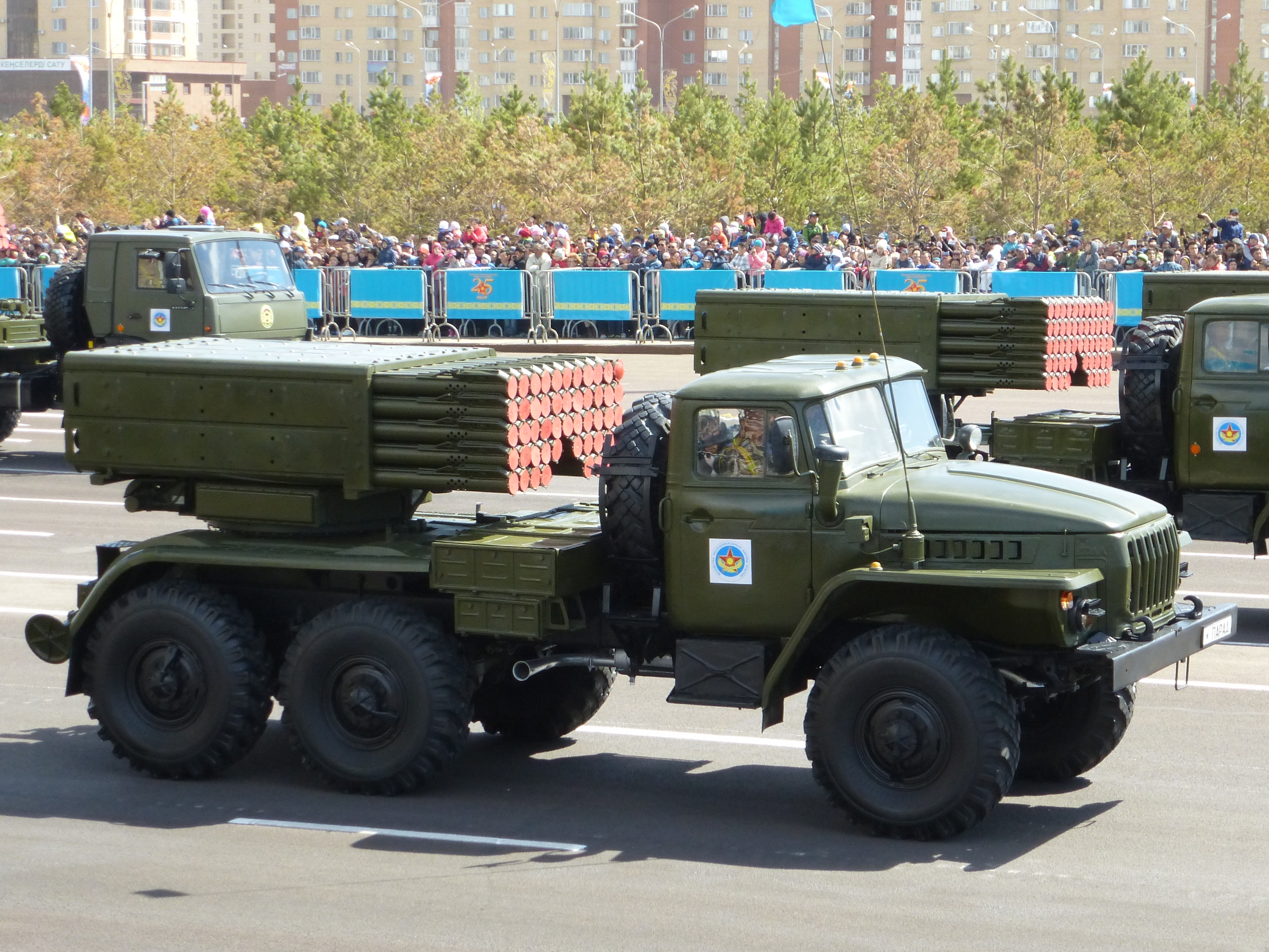
Prima (Russie)
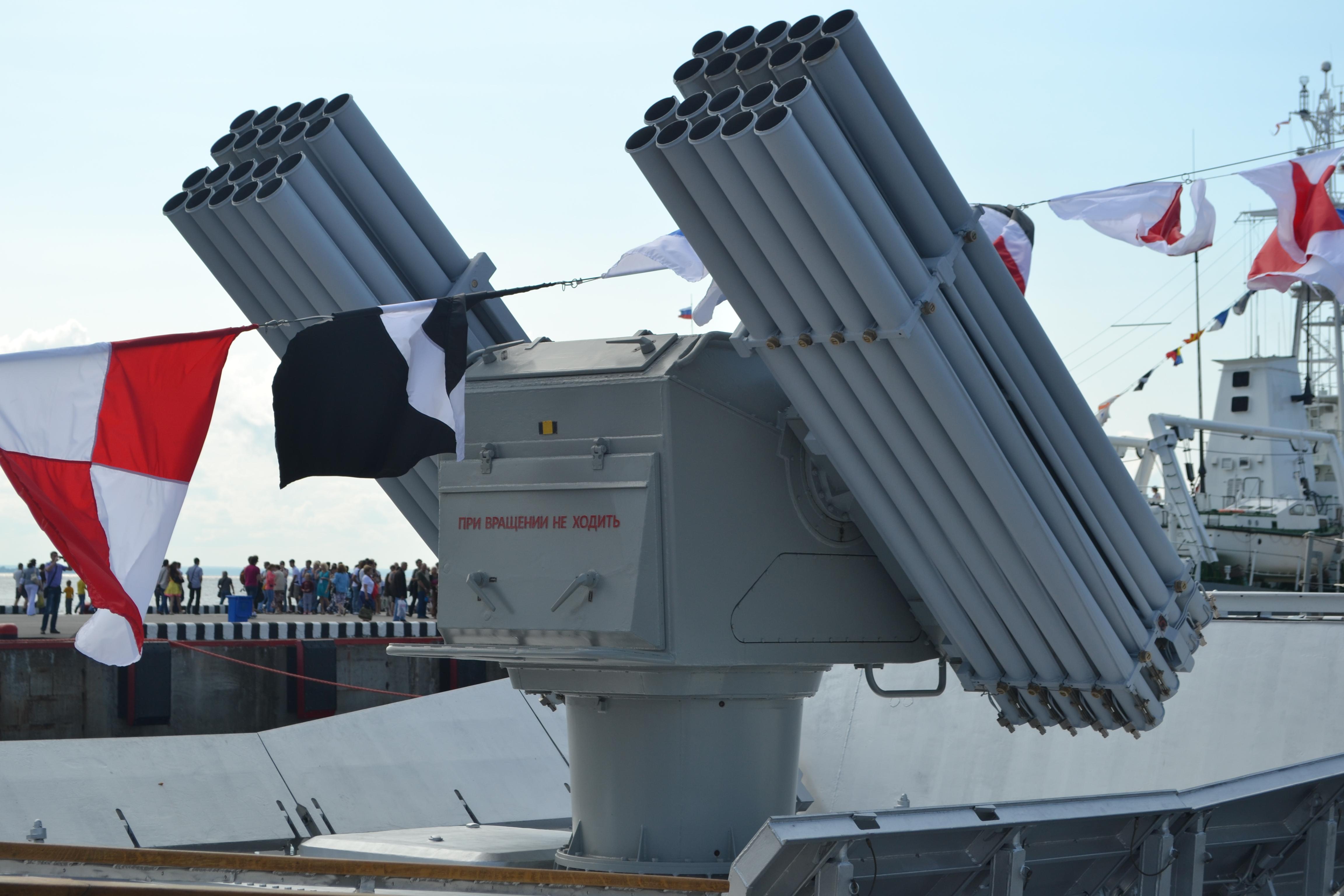
A-215 Grad-M (Russie)
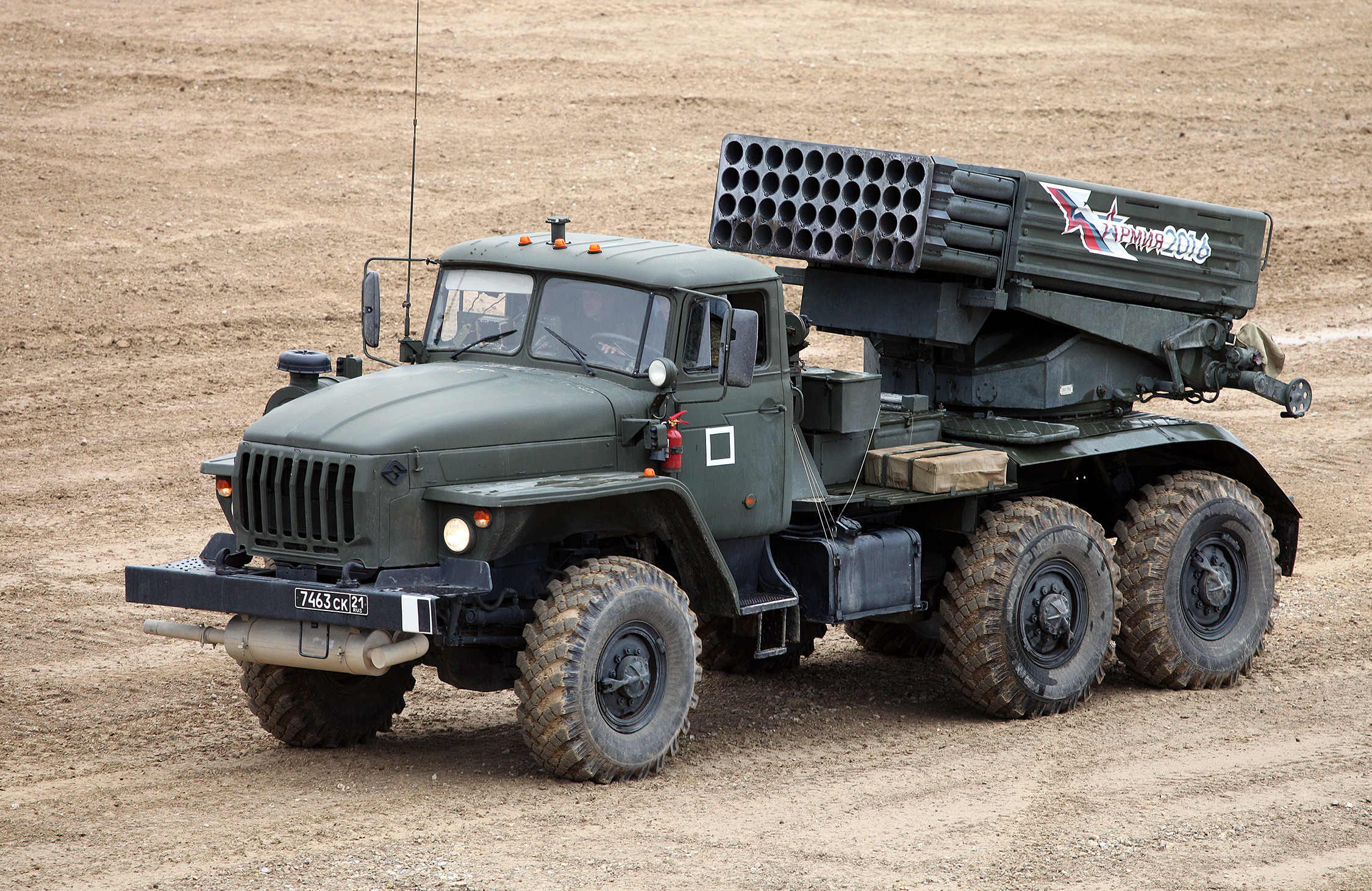
Tornado-G (Russie)
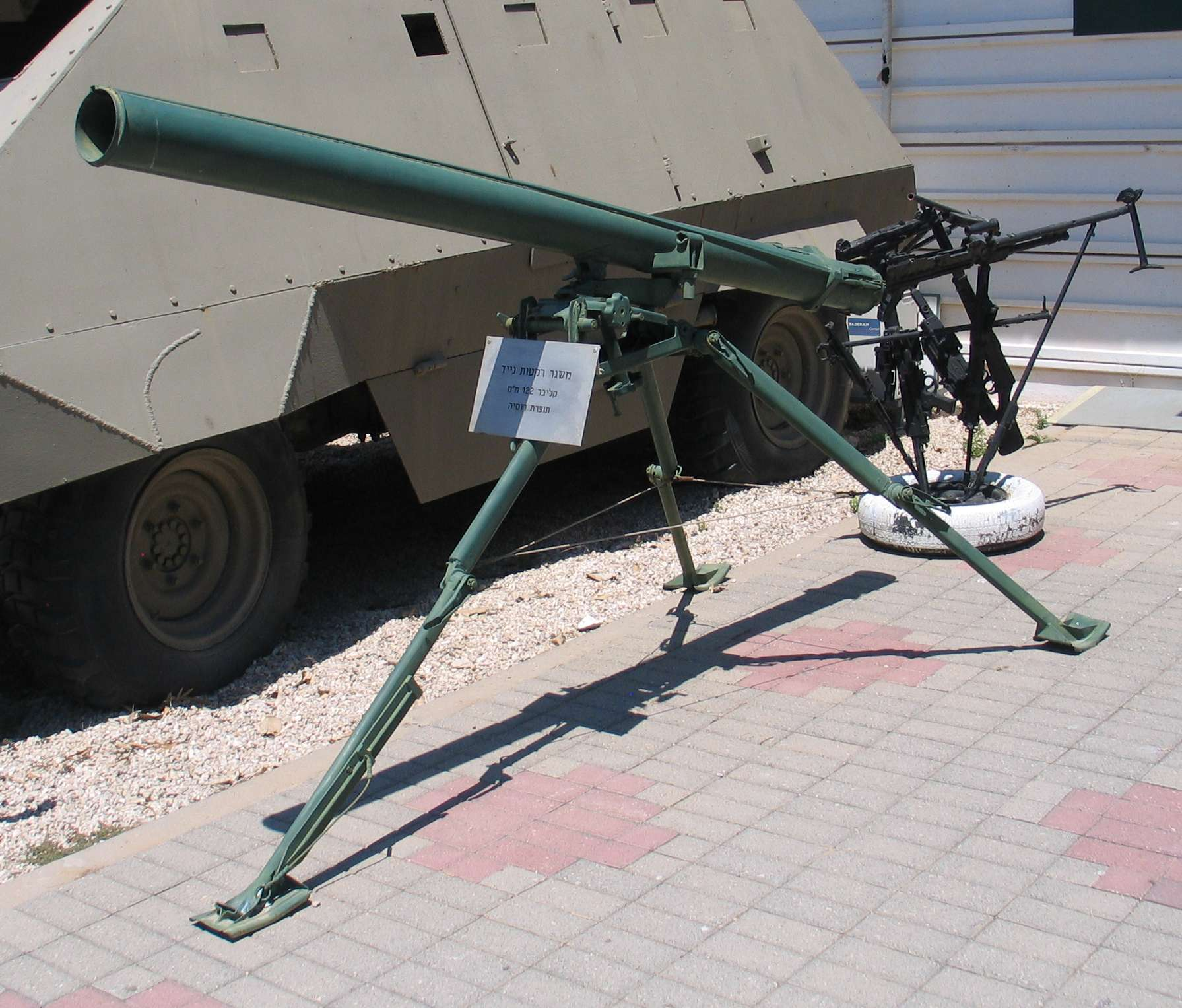
Grad-P
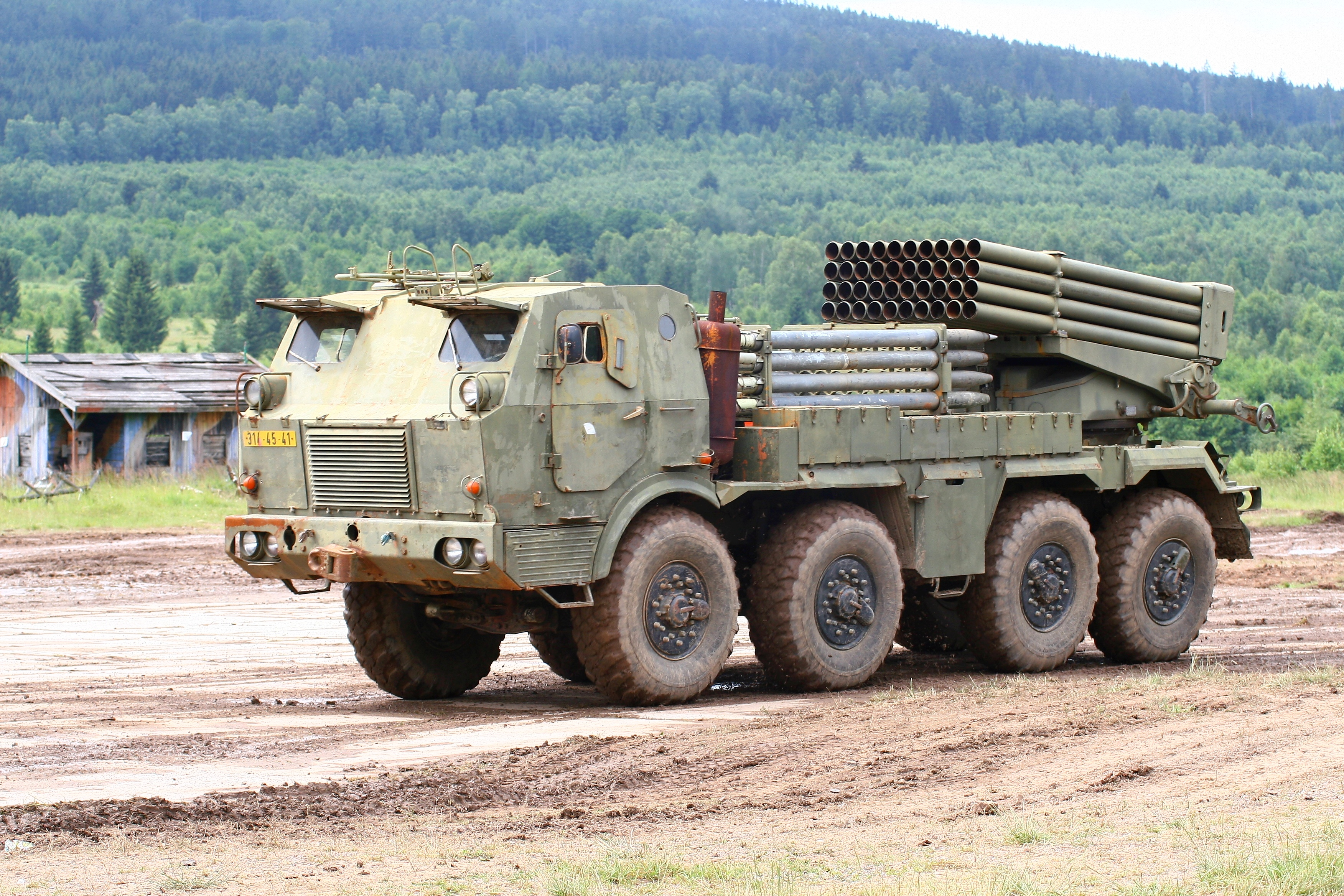
RM-70 (Tchécoslovaquie)
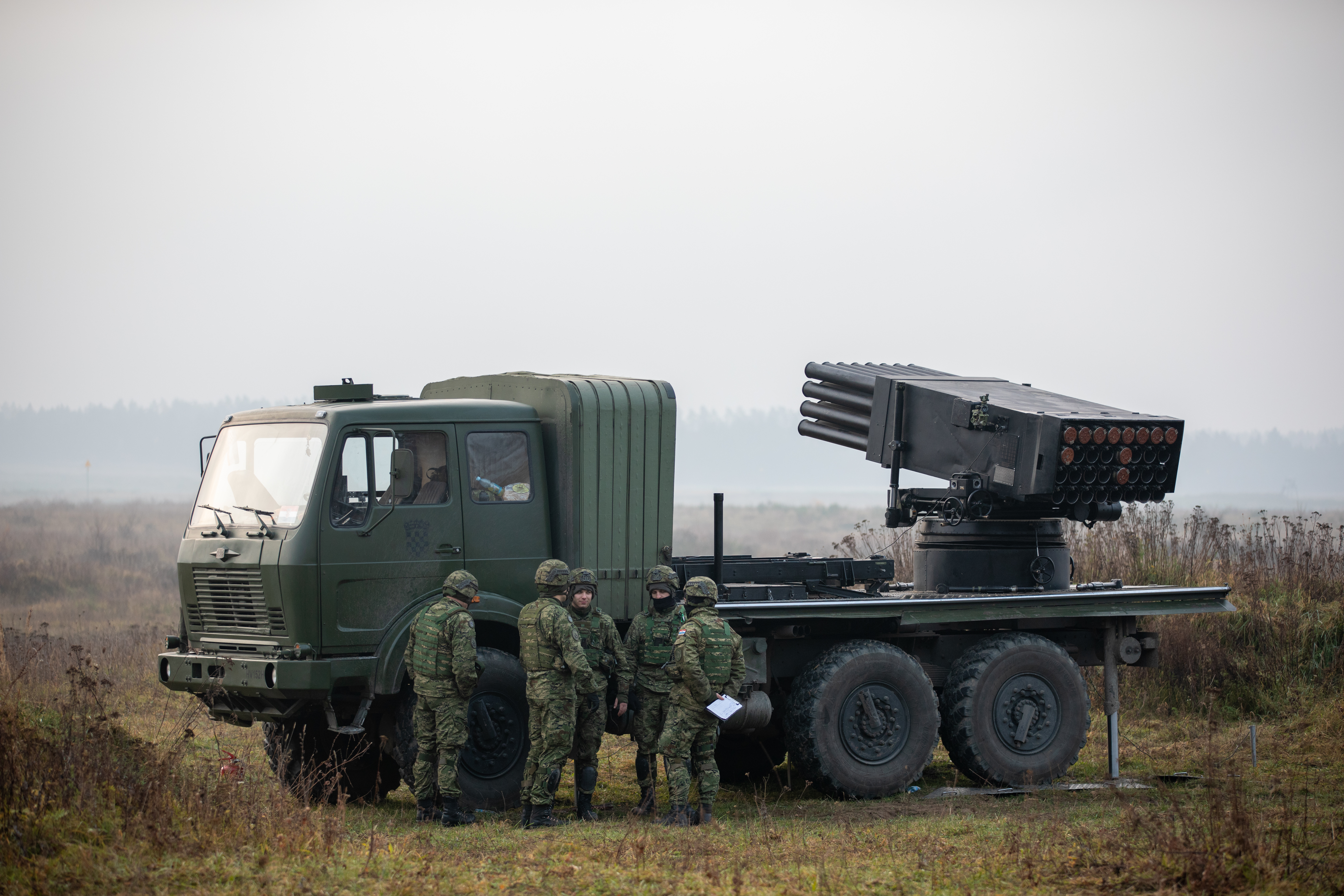
M-92 Vulkan (Croatie)
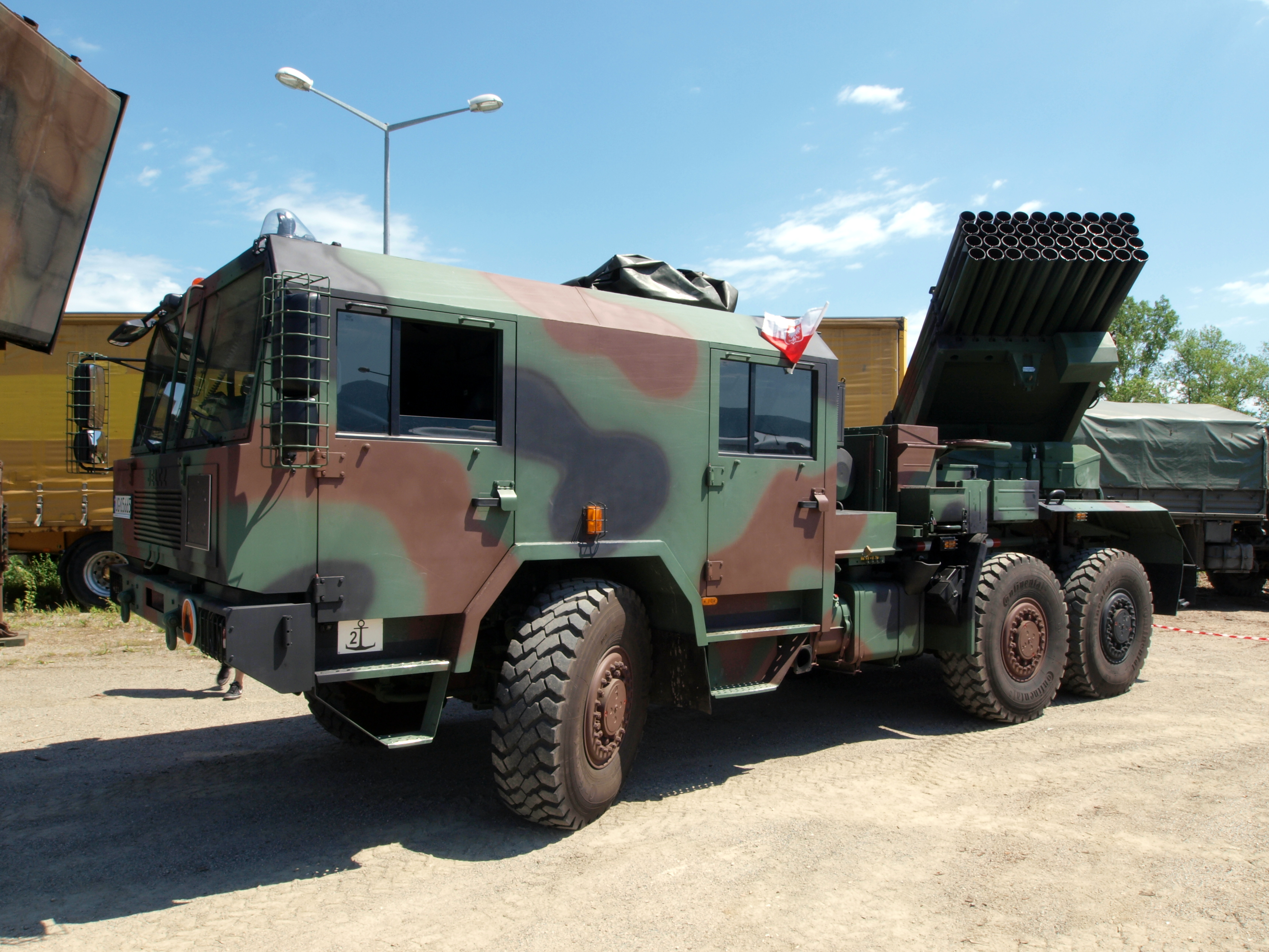
WR-40 Langusta (Pologne)
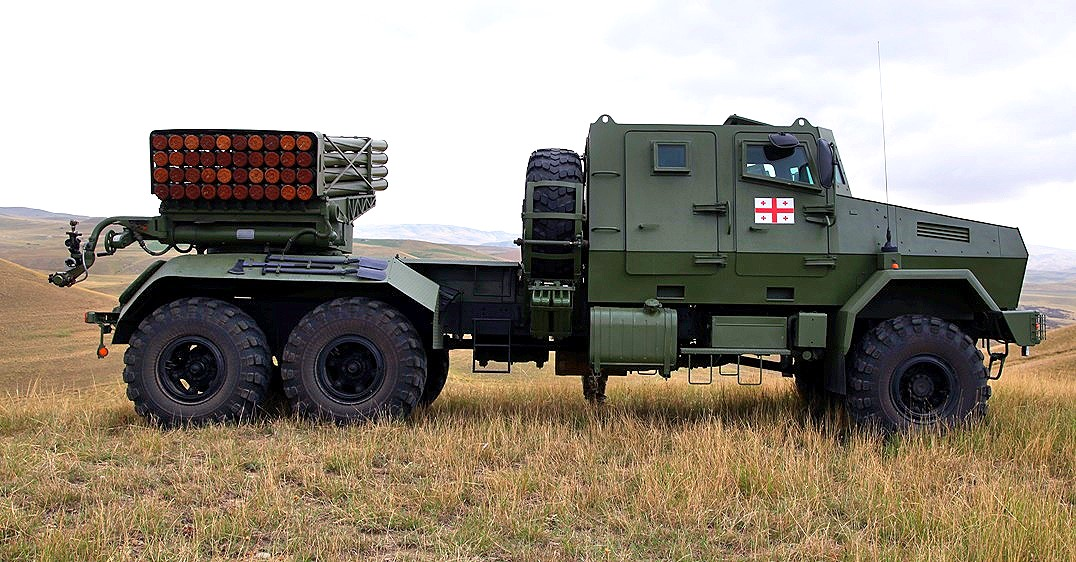
DRS-122 (Géorgie)
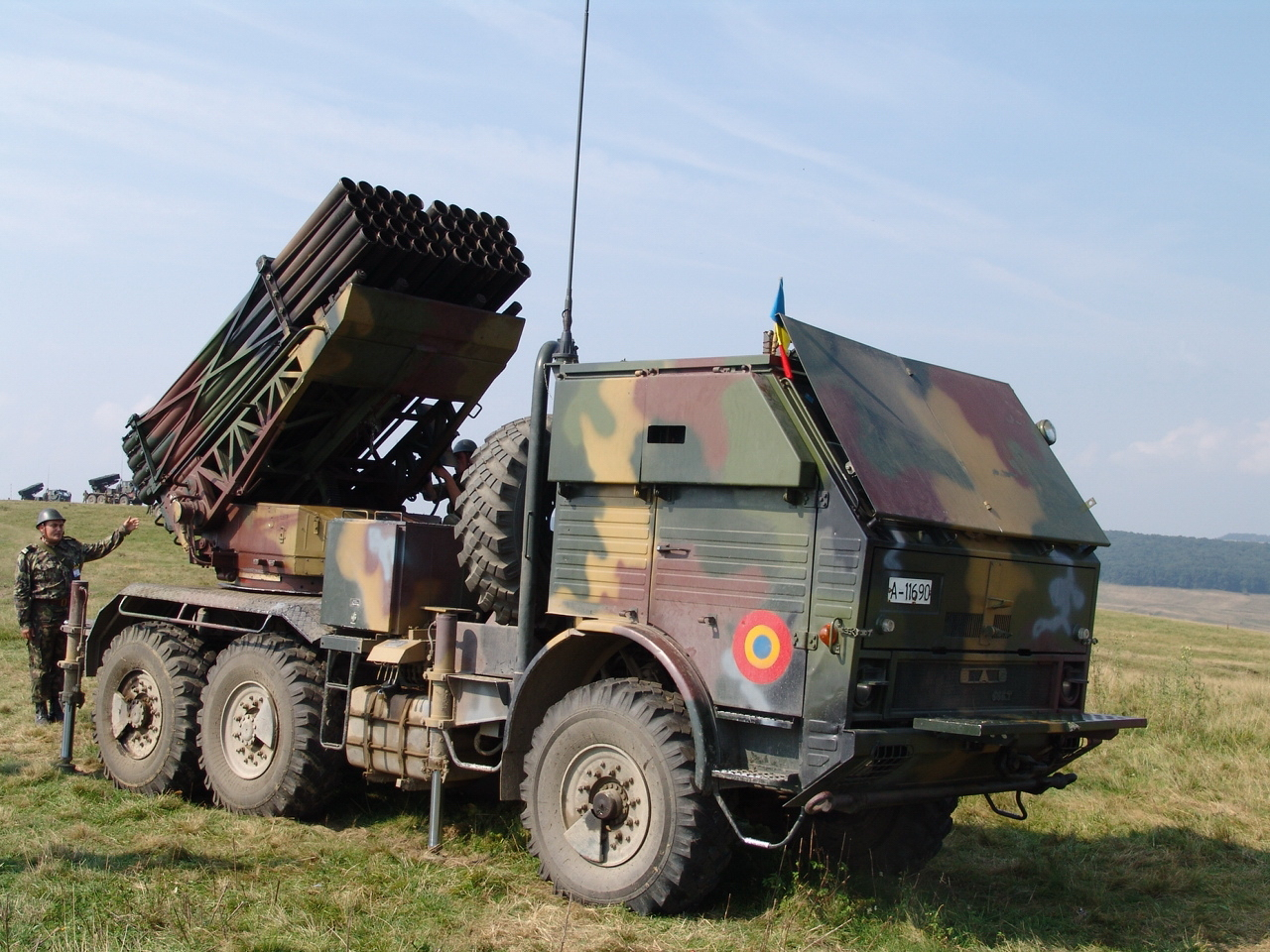
LAROM
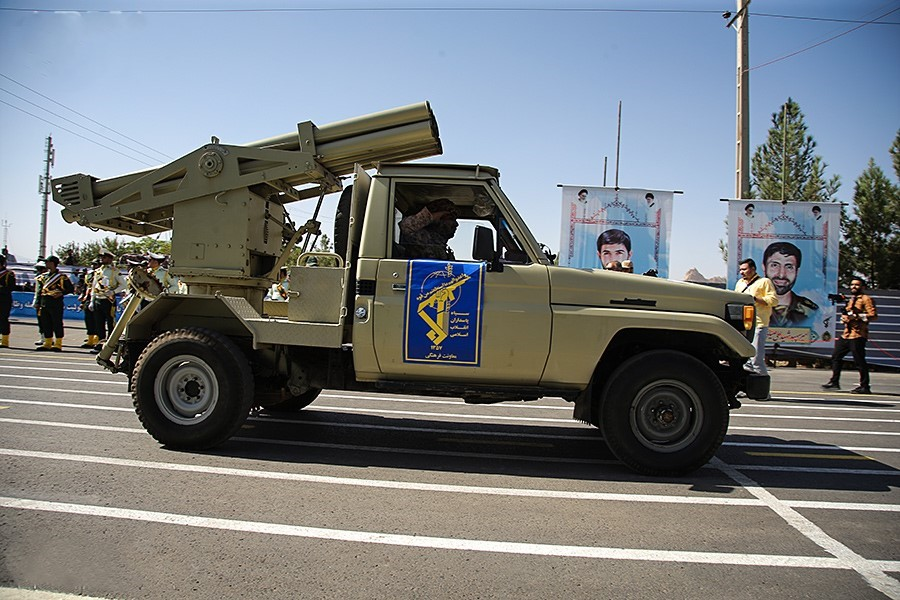
HM-27 (Iran)
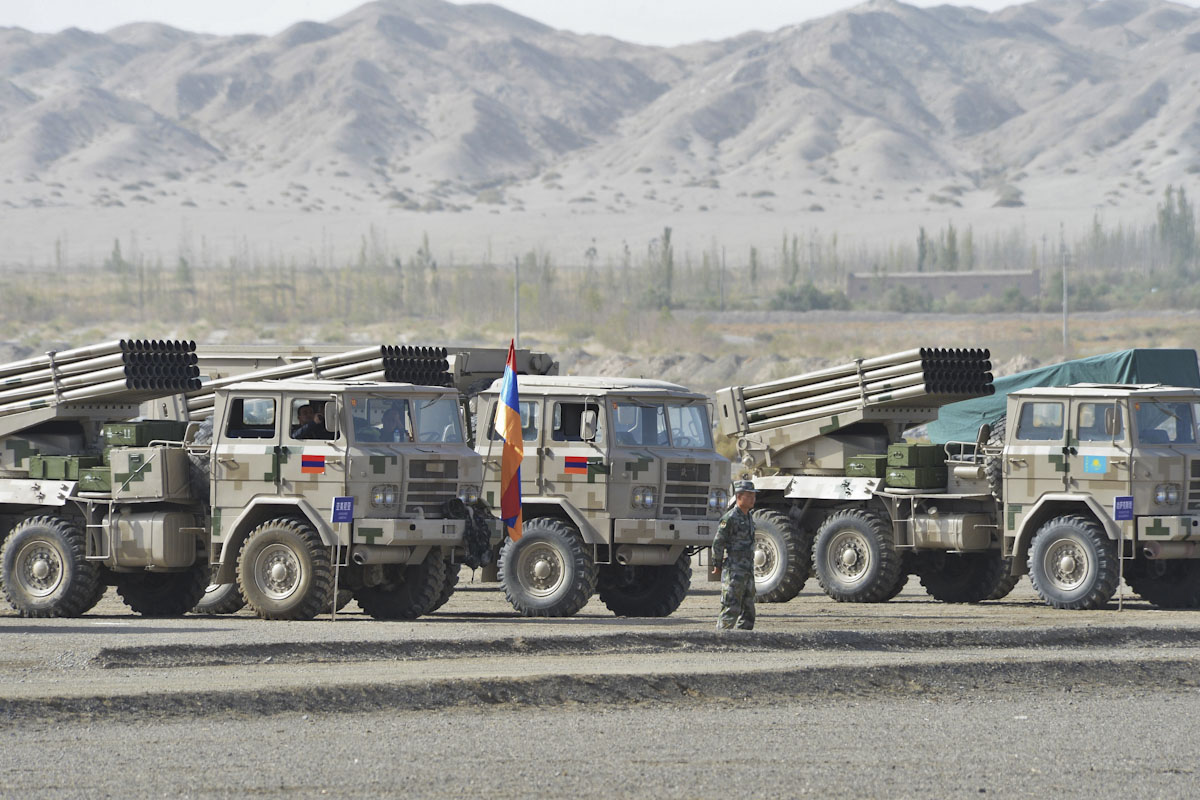
PHL-81 (Chine)
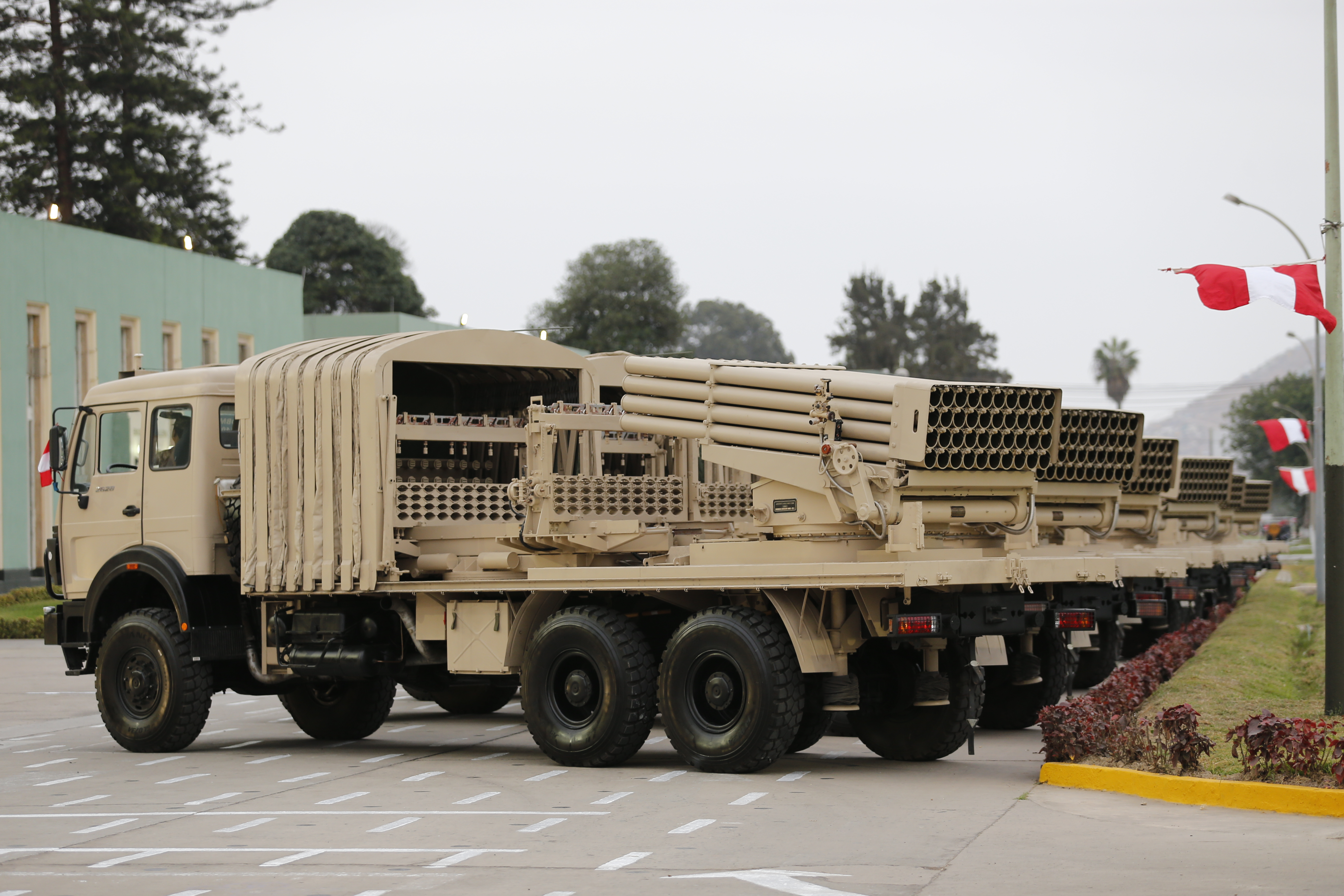
Type-90 (Chine)
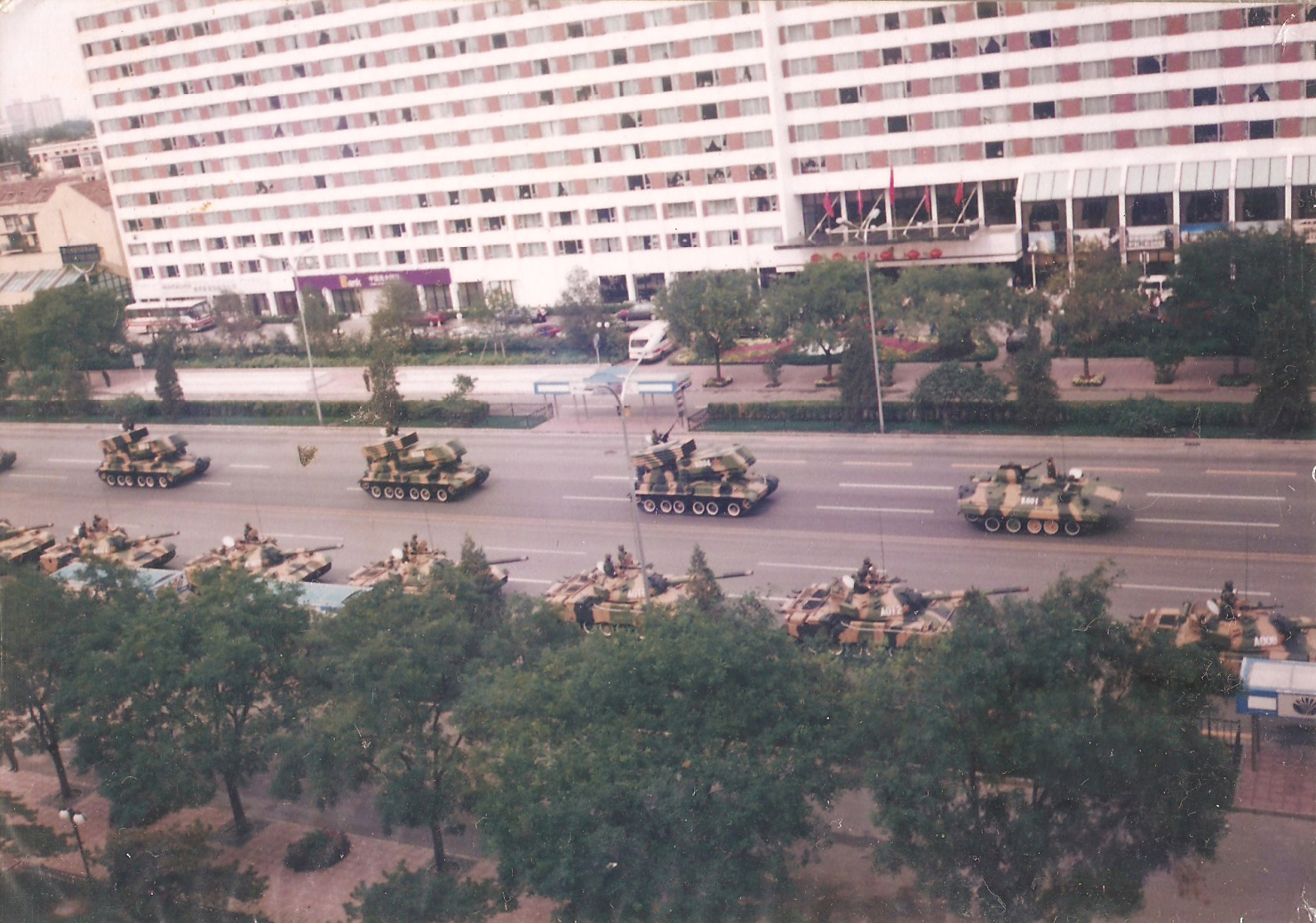
PHZ-89 (Chine)
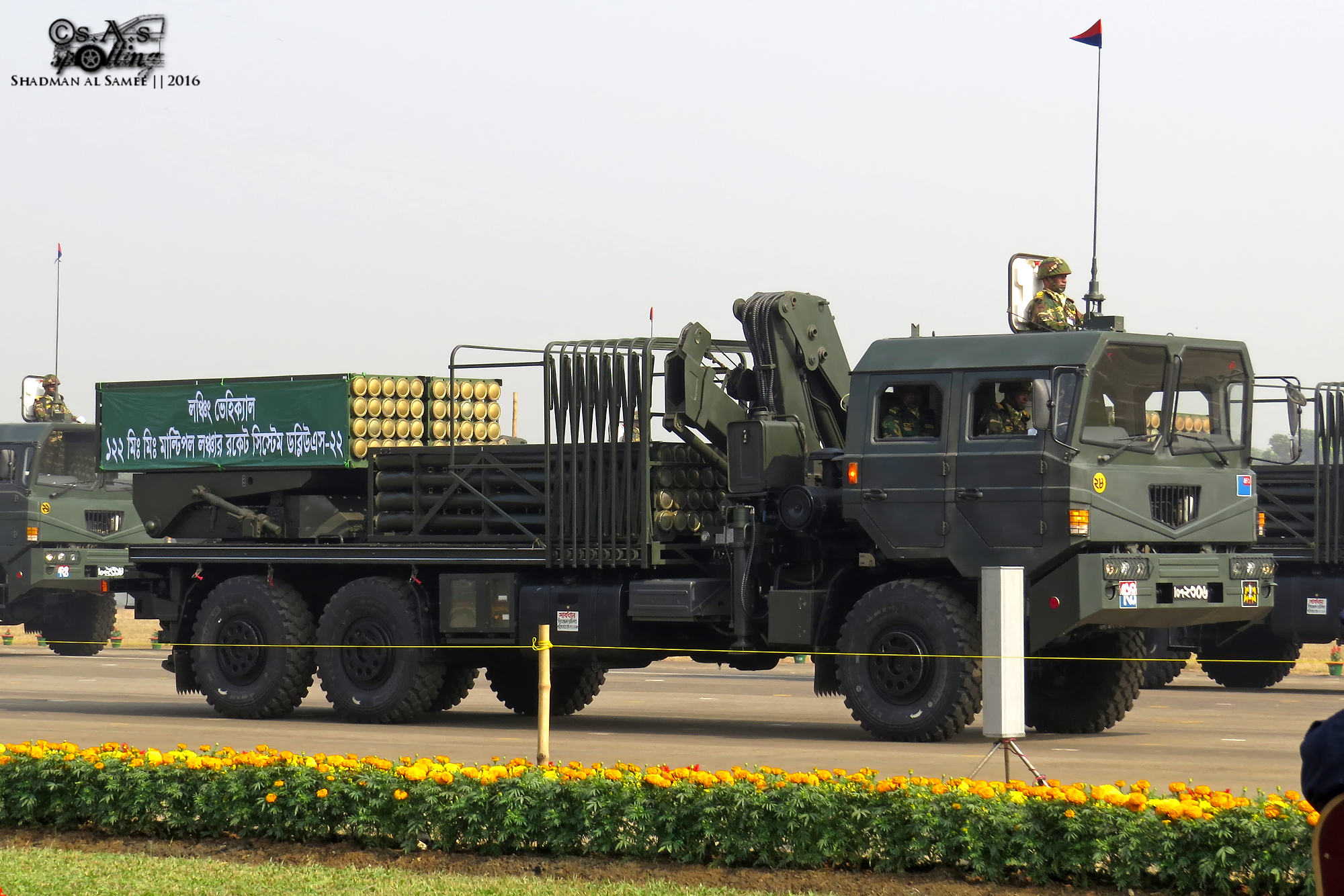
WS-22 (Chine)
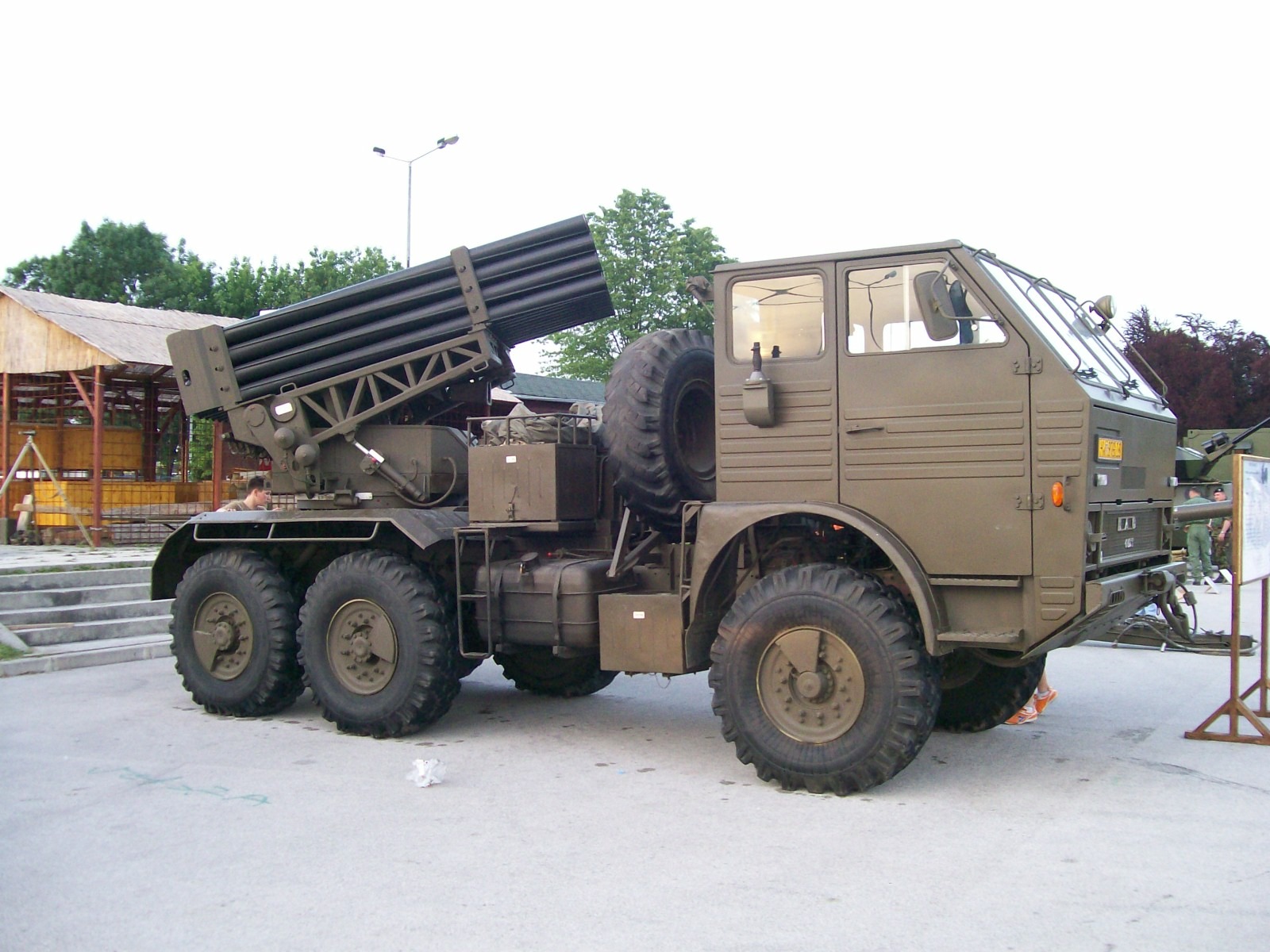
APR-40 (Croatie)
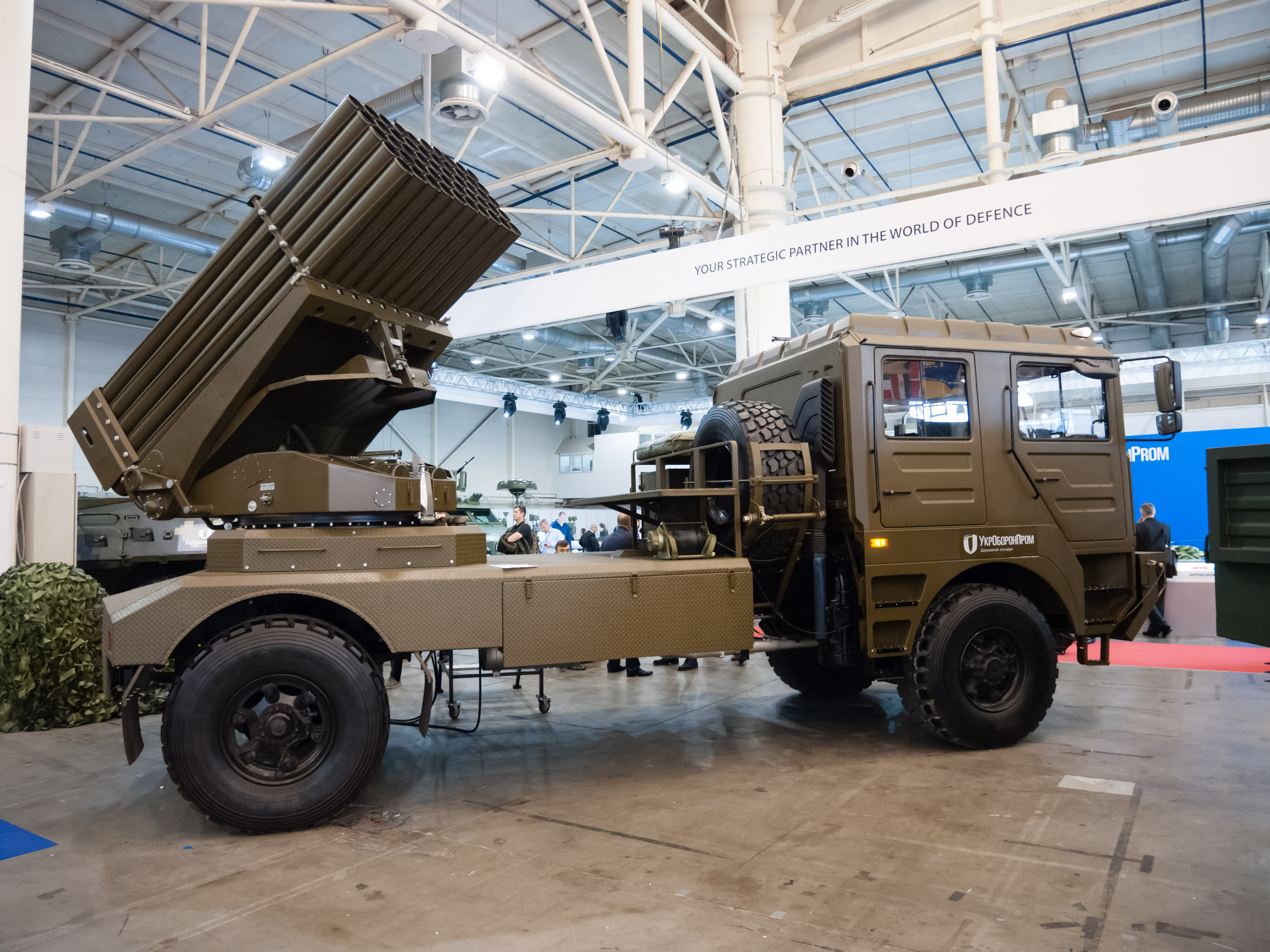
BM-21UM (Ukraine)
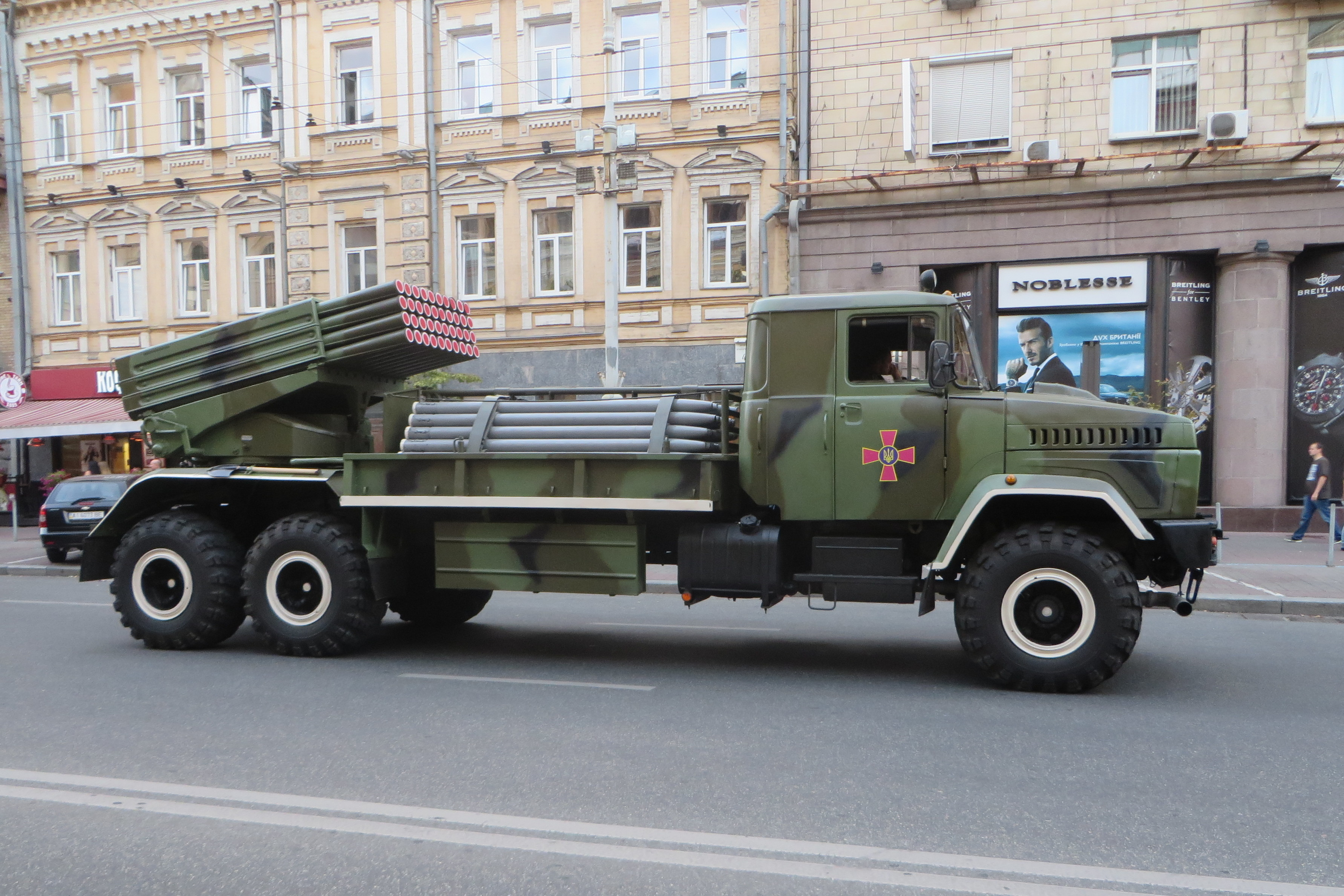
BM-21 Grad Bastion (Ukraine)
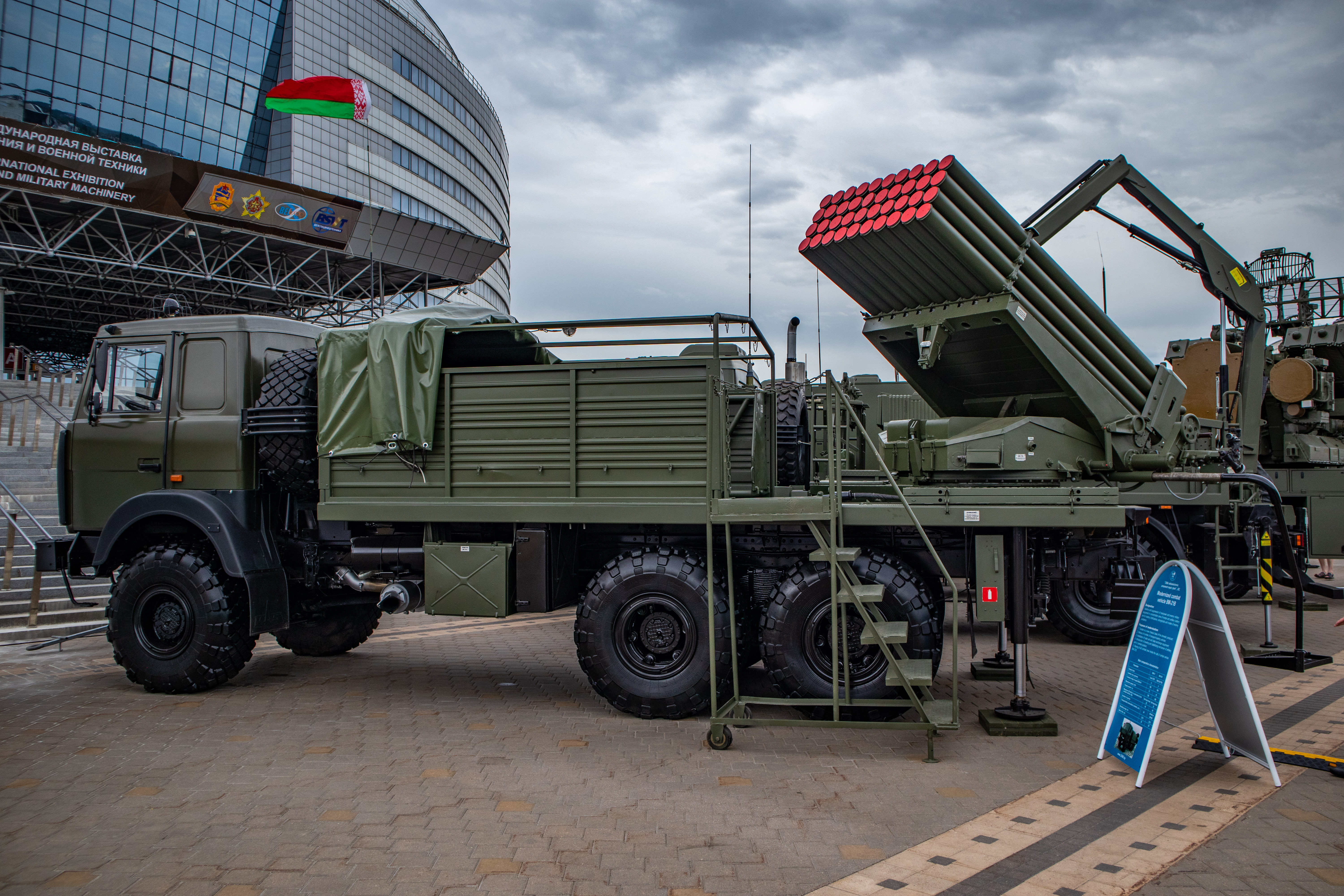
Belgrad (Biélorussie)
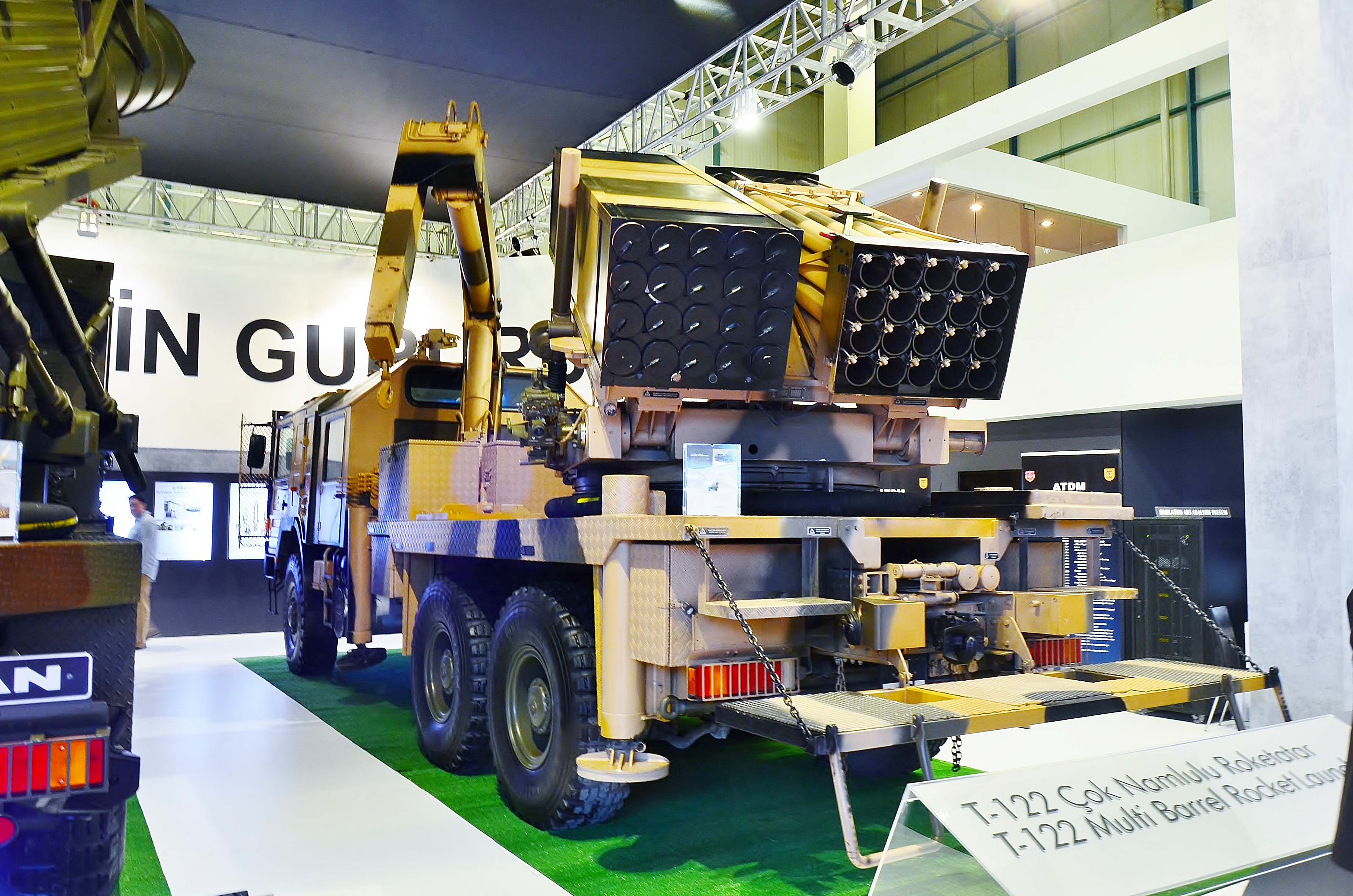
T-122 Sakarya (Turquie)
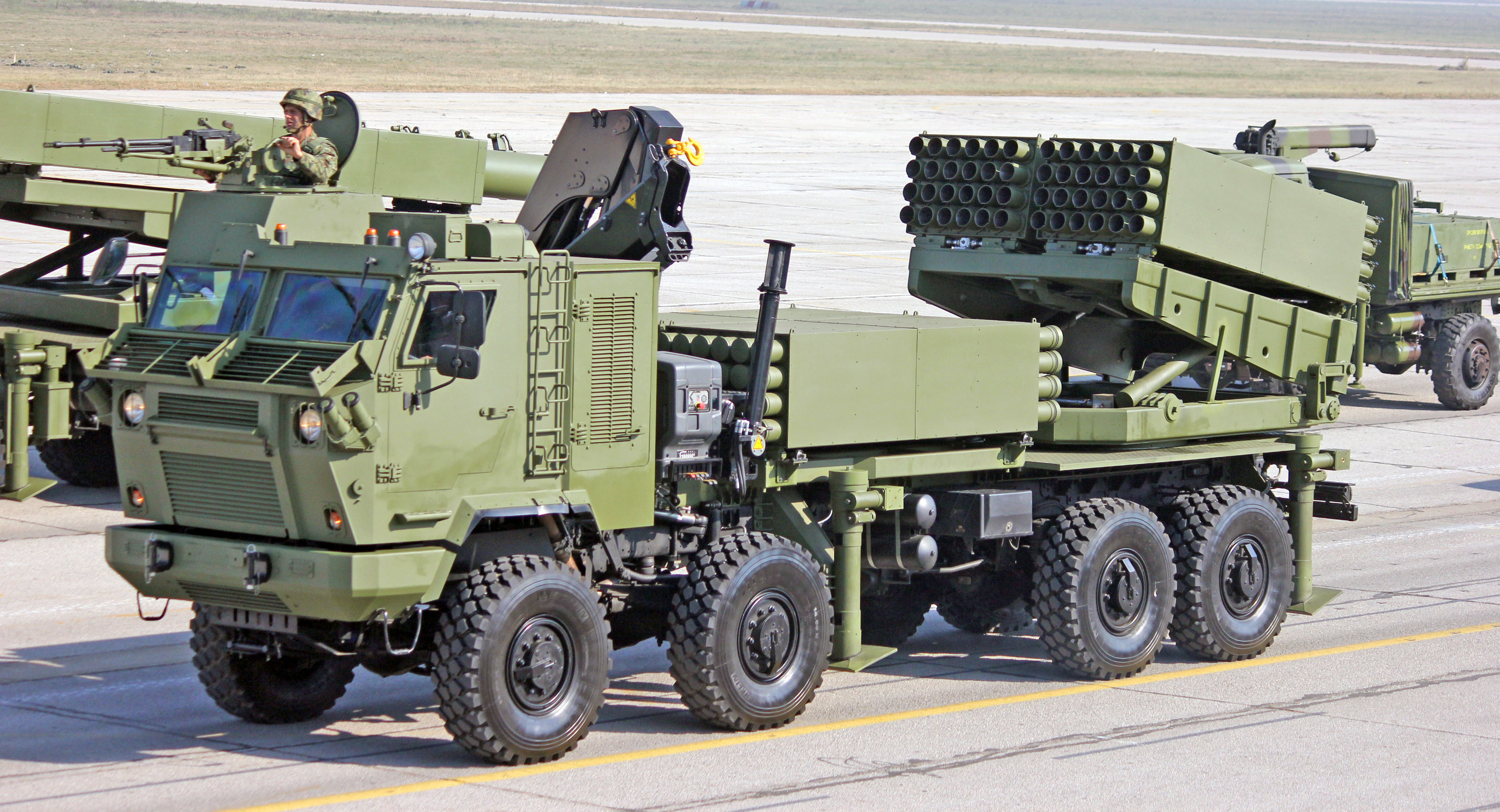
Tamnava (Serbie)
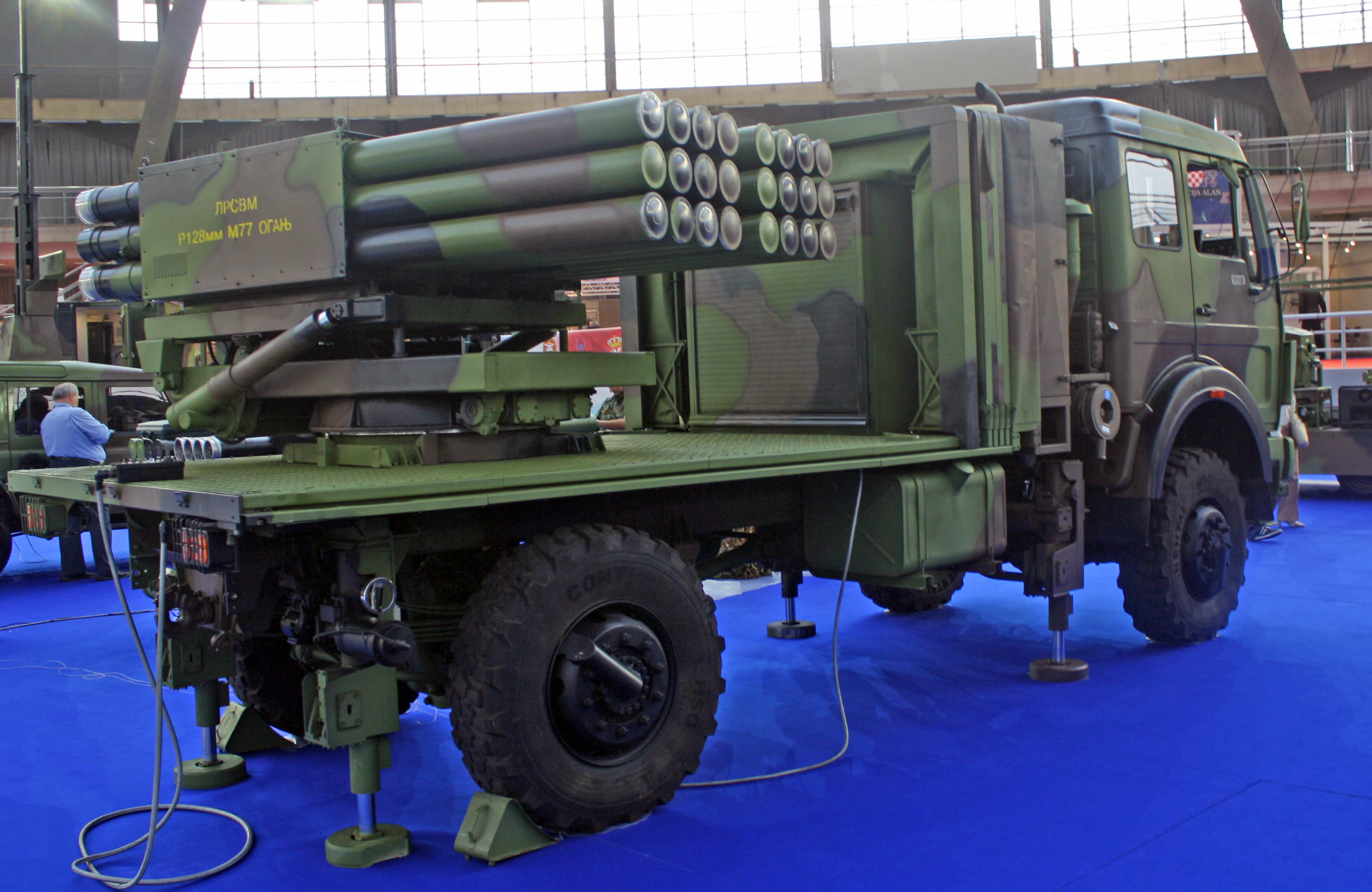
Oganj (Serbie)
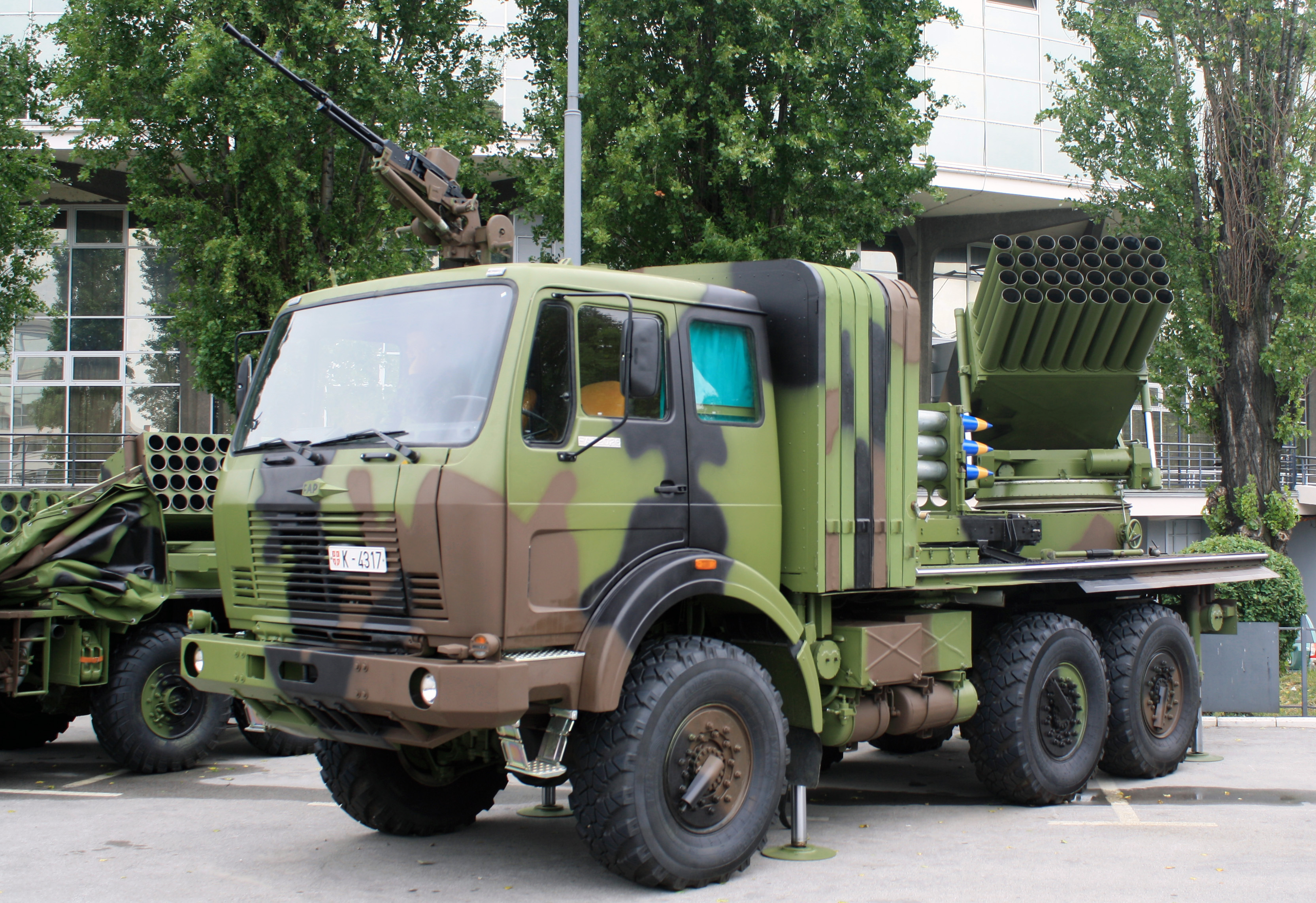
M-77 Oganj (Yougoslavie)

## Utilisateurs

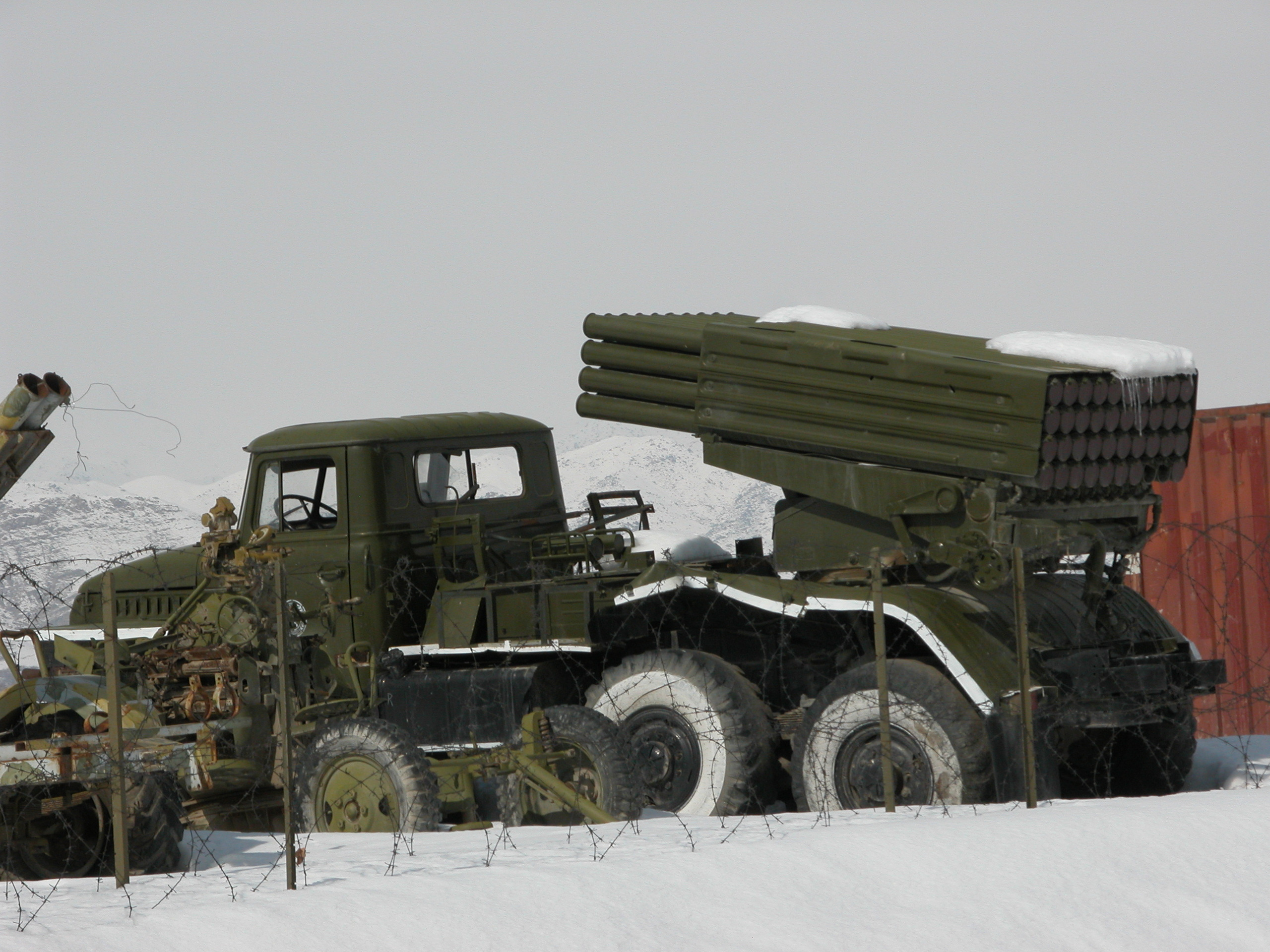
BM-21 soviétique en Afghanistan.

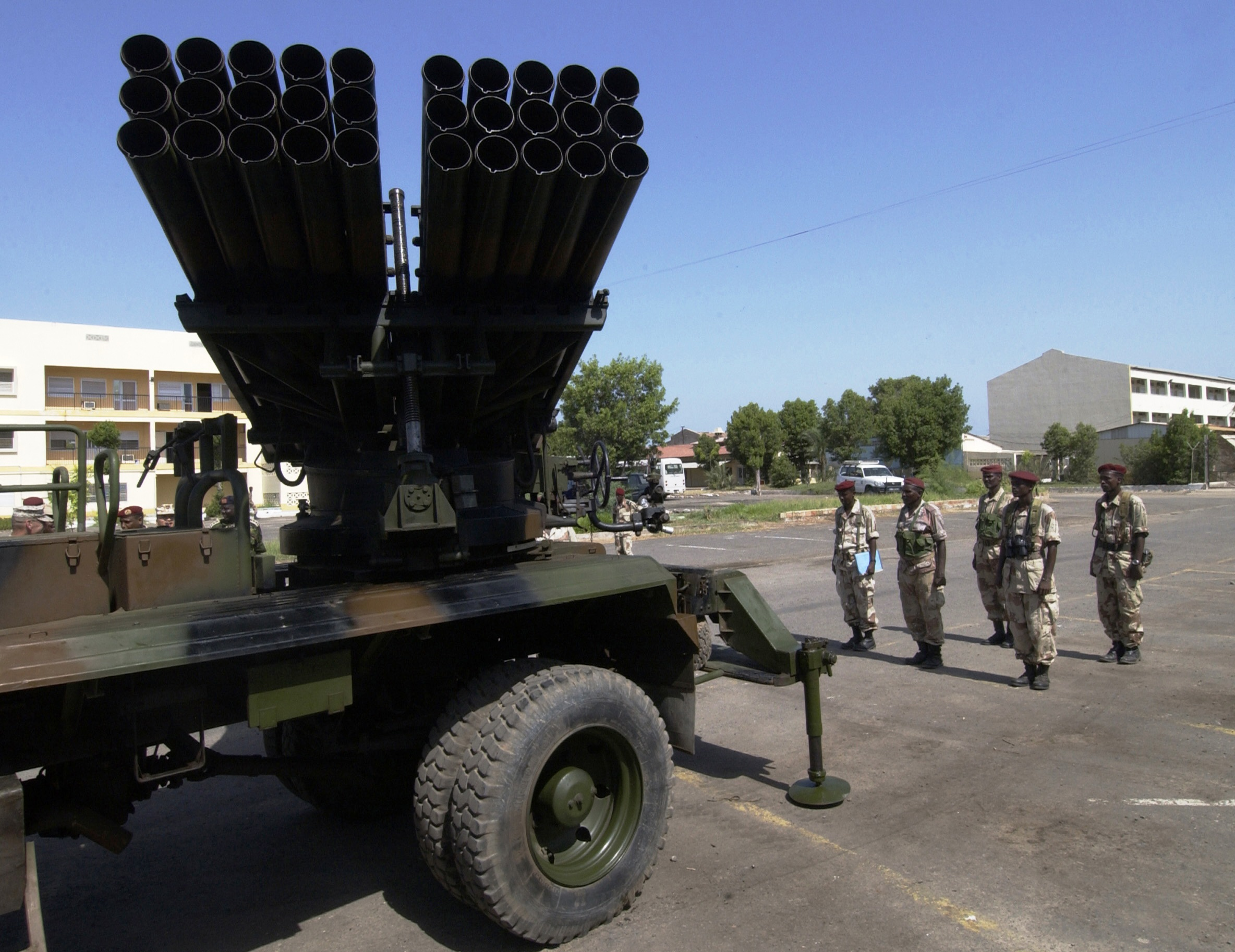
BM-21 de l'armée djiboutienne.

(juin 2018).
| Pays                                                              | 2001       | 2022                                                                            | 2023                                                                            |
| ----------------------------------------------------------------- | ---------- | ------------------------------------------------------------------------------- | ------------------------------------------------------------------------------- |
| Afghanistan                                                       | N/C        | N/C                                                                             | N/C                                                                             |
| Algérie                                                           | 48 BM-21   | 48 BM-21                                                                        | 48 BM-21                                                                        |
| Angola                                                            | 50 BM-21   | 58 BM-21                                                                        | 70 BM-21                                                                        |
| Arménie                                                           | 47 BM-21   | 50 BM-21                                                                        | 50 BM-21                                                                        |
| Azerbaïdjan                                                       | 56 BM-21   | 43 BM-21                                                                        | 78 BM-21                                                                        |
| Biélorussie                                                       | 219 BM-21  | 128 BM-21                                                                       | 128 BM-21                                                                       |
| Birmanie                                                          | N/C        | N/C                                                                             | N/C                                                                             |
| Bulgarie                                                          | 222 BM-21  | 24 BM-21                                                                        | 24 BM-21                                                                        |
| Burundi                                                           | 12 BM-21   | 12 BM-21                                                                        | 12 BM-21                                                                        |
| Cambodge                                                          | 8 BM-21    | 8 BM-21                                                                         | 8 BM-21                                                                         |
| Cameroun                                                          | 20 BM-21   | 20 BM-21                                                                        | 20 BM-21                                                                        |
| Chypre                                                            | N/C        | 4 BM-21                                                                         | 4 BM-21                                                                         |
| Corée du Nord                                                     | N/C        | N/C                                                                             | N/C                                                                             |
| Côte d'Ivoire                                                     | N/C        | 6 BM-21                                                                         | 6 BM-21                                                                         |
| Croatie                                                           | 42 BM-21   | 21 BM-21                                                                        | 12 BM-21                                                                        |
| Cuba                                                              | N/C        | N/C                                                                             | N/C                                                                             |
| Égypte                                                            | 60 BM-21   | 60 BM-21                                                                        | 60 BM-21                                                                        |
| Équateur                                                          | N/C        | 18 BM-21                                                                        | 18 BM-21                                                                        |
| Érythrée                                                          | 30 BM-21   | 35 BM-21                                                                        | 35 BM-21                                                                        |
| Éthiopie                                                          | 50 BM-21   | 40 BM-21                                                                        | 20 BM-21                                                                        |
| Finlande                                                          | 58 BM-21   | 0                                                                               | 0                                                                               |
| Front uni des forces fédéralistes et confédéralistes éthiopiennes | N/C        | N/C                                                                             | N/C                                                                             |
| Géorgie                                                           | 16 BM-21   | 13 BM-21                                                                        | 13 BM-21                                                                        |
| Hongrie                                                           | 56 BM-21   | 0                                                                               | 0                                                                               |
| Inde                                                              | 100 BM-21  | 150 BM-21                                                                       | 150 BM-21                                                                       |
| Irak                                                              | N/C        | N/C                                                                             | N/C                                                                             |
| Iran                                                              | 100 BM-21  | 100 BM-21                                                                       | 100 BM-21                                                                       |
| Israël                                                            | 50 BM-21   | -                                                                               | -                                                                               |
| Kazakhstan                                                        | 57 BM-21   | 80 BM-21                                                                        | 80 BM-21                                                                        |
| Kirghizistan                                                      | 21 BM-21   | 15 BM-21                                                                        | 15 BM-21                                                                        |
| Liban                                                             | 23 BM-21   | 11 BM-21                                                                        | 11 BM-21                                                                        |
| Libye                                                             | 350 BM-21  | N/C                                                                             | -                                                                               |
| Macédoine du Nord                                                 | N/C        | 6 BM-21                                                                         | 6 BM-21                                                                         |
| Mali                                                              | 2 BM-21    | +30 BM-21                                                                       | +30 BM-21                                                                       |
| Maroc                                                             | 26 BM-21   | 35 BM-21                                                                        | 35 BM-21                                                                        |
| Mongolie                                                          | 130 BM-21  | 130 BM-21                                                                       | 130 BM-21                                                                       |
| Mozambique                                                        | 12 BM-21   | 12 BM-21                                                                        | 12 BM-21                                                                        |
| Namibie                                                           | 5 BM-21    | 5 BM-21                                                                         | 5 BM-21                                                                         |
| Nicaragua                                                         | 18 BM-21   | 18 BM-21 100 BM-21P                                                             | 18 BM-21 100 BM-21P                                                             |
| Nigeria                                                           | N/C        | 9 BM-21                                                                         | 9 BM-21                                                                         |
| Ouganda                                                           | +6 BM-21   | +6 BM-21                                                                        | +6 BM-21                                                                        |
| Ouzbékistan                                                       | 50 BM-21   | 60 BM-21                                                                        | 60 BM-21                                                                        |
| Pérou                                                             | 14 BM-21   | 22 BM-21                                                                        | 22 BM-21                                                                        |
| Pologne                                                           | 228 BM-21  | 75 BM-21                                                                        | 75 BM-21                                                                        |
| République arabe sahraouie démocratique                           |            |                                                                                 |                                                                                 |
| République démocratique du Congo                                  | N/C        | 24 BM-21                                                                        | 24 BM-21                                                                        |
| République du Congo                                               | N/C        | 10 BM-21                                                                        | 10 BM-21                                                                        |
| République populaire de Donetsk                                   | -          | N/C                                                                             | N/C                                                                             |
| République populaire de Lougansk                                  | -          | N/C                                                                             | N/C                                                                             |
| Roumanie                                                          | 4 BM-21    | 4 BM-21                                                                         | 4 BM-21                                                                         |
| Russie                                                            | 2219 BM-21 | 586 BM-21 actif 180 Tornado-G actif 2000 BM-21 en réserve 420 Grad-1 en réserve | 486 BM-21 actif 160 Tornado-G actif 2000 BM-21 en réserve 420 Grad-1 en réserve |
| Sénégal                                                           | N/C        | 6 BM-21                                                                         | 6 BM-21                                                                         |
| Somaliland                                                        | N/C        | N/C                                                                             | N/C                                                                             |
| Soudan                                                            | N/C        | 120 BM-21                                                                       | 120 BM-21                                                                       |
| Soudan du Sud                                                     | N/C        | N/C                                                                             | N/C                                                                             |
| Syrie                                                             | 280 BM-21  | N/C                                                                             | N/C                                                                             |
| Tadjikistan                                                       | 11 BM-21   | 15 BM-21                                                                        | 14 BM-21                                                                        |
| Tanzanie                                                          | 58 BM-21   | 58 BM-21                                                                        | 58 BM-21                                                                        |
| Tchad                                                             | 10 BM-21   | 6 BM-21                                                                         | 6 BM-21                                                                         |
| Turkménistan                                                      | 56 BM-21   | 96 BM-21                                                                        | 96 BM-21                                                                        |
| Ukraine                                                           | 366 BM-21  | 209 BM-21                                                                       | 100 BM-21                                                                       |
| Venezuela                                                         | N/C        | 24 BM-21                                                                        | 24 BM-21                                                                        |
| Vietnam                                                           | 350 BM-21  | 350 BM-21                                                                       | 350 BM-21                                                                       |
| Yémen                                                             | 150 BM-21  | N/C                                                                             | N/C                                                                             |
| Zambie                                                            | 50 BM-21   | 30 BM-21                                                                        | 30 BM-21                                                                        |
| TOTAL                                                             | 5740       | 5590                                                                            | 5378                                                                            |

## Culture populaire
- Le BM-21 apparaît dans le jeu vidéo Call of Duty 4: Modern Warfare
- Dans le film de guerre de Fiodor Bondartchouk, Le 9e escadron, les troupes soviétiques ont utilisé les Grads pour détruire un village afghan.
- Dans le film Horse Soldiers le BM-21 est utilisé par les Talibans contre les forces spéciales américaines et les troupes de l'Alliance du Nord.
- Dans le film Donbass le BM-21 est utilisé par des troupes séparatistes contre un checkpoint ukrainien.

### Projets liés
- URSS BM-27 Uragan
- URSS BM-30 Smerch
- Russie 9A52-4 Tornade
- Russie Tornado-G
- URSS TOS-1
- Russie TOS-2

### Projets similaires
- LAR-160 (en)
- / LAROM
- / TAM VCLC (es)
- Astros II
- Cohete Rayo (es)
- SLM FAMAE (es)
- M142 HIMARS
- M270(appelé aussi MLRS)
- / Katyusha
- // M-63 Plamen (en)
- // M-77 Oganj
- // Orkan M87